# Yuri Lowenthal
Yuri Lowenthal (Alliance (Ohio), 5 maart 1971) is een Amerikaanse acteur, stemacteur, producent, regisseur en scenarioschrijver. Lowenthal is vooral bekend door zijn werk in anime, animatie en computerspellen.

## Biografie

### Jonge jaren en opleiding
Lowenthal werd geboren in Alliance in Ohio, groeide op in Nashville, en verhuisde later naar Virginia. Zijn vader werkte voor het United States Agency for International Development en bracht twee jaar door in Niger. Lowenthal deed niet veel met acteren tot het einde van de middelbare school, toen hij in zijn laatste jaar toneelles probeerde, en het was genoeg om hem geïnteresseerd te maken in acteren.
Aan The College of William & Mary in Williamsburg in Virginia, volgde hij lessen in theater, maar studeerde hij ook af in Oost-Aziatische studies, waar hij in zijn derde jaar in het buitenland mee studeerde in Osaka (Japan). Na het afstuderen in 1993 trad hij toe tot het Japan Exchange and Teaching Program (JET), waar hij als coördinator internationale betrekkingen diende en buitenlandse leraren Engels in de prefectuur Shiga hielp. Terwijl hij bij JET zat, bleef hij deelnemen aan theater. Na twee wilde hij nog steeds fulltime acteren, en verhuisde naar New York en nam deel aan theater in shows buiten Broadway. Hij bracht zes jaar in New York door met theater- en indiefilms.

### Voice-overcarrière
Lowenthal verhuisde naar Los Angeles en werkte aan live-action en theaterrollen. Om zijn werk op de camera aan te vullen, volgden hij en zijn vrouw Tara Platt een voice-overles. Hun instructeur regisseerde later toevallig de Engelse dub voor een anime-show genaamd SD Gundam Force; hij kreeg daar zijn allereerste anime-dub-rol en probeerde al snel andere anime-rollen uit, evenals ander voice-overwerk in animatie, commercials en computerspellen.
Lowenthals eerste grote rol in voice-overs voor videogames was als The Prince in Ubisoft's Prince of Persia: The Sands of Time. In een interview met Critical Gamer beschrijft hij die rol als "A very lucky break for me, because it ended up being a super game. We audition all the time for all different kinds of projects, and video games are one part of that, a part that I love." Lowenthal keerde niet terug om de prins uit te spreken in Warrior Within, die werd vervangen door Robin Atkin Downes. Voor The Two Thrones keerde hij terug om de rol te spelen, omdat fans hun voorkeur hadden uitgesproken voor zijn vertolking van het personage. The Prince werd een van de favoriete rollen van Lowenthal en hij was verheugd terug te keren naar de rol in The Forgotten Sands. Voor de reboots na de live-actionfilms wilde het personeel een andere vertolking van The Prince dan die van Lowenthal, en daarom herschikte ze de rol.

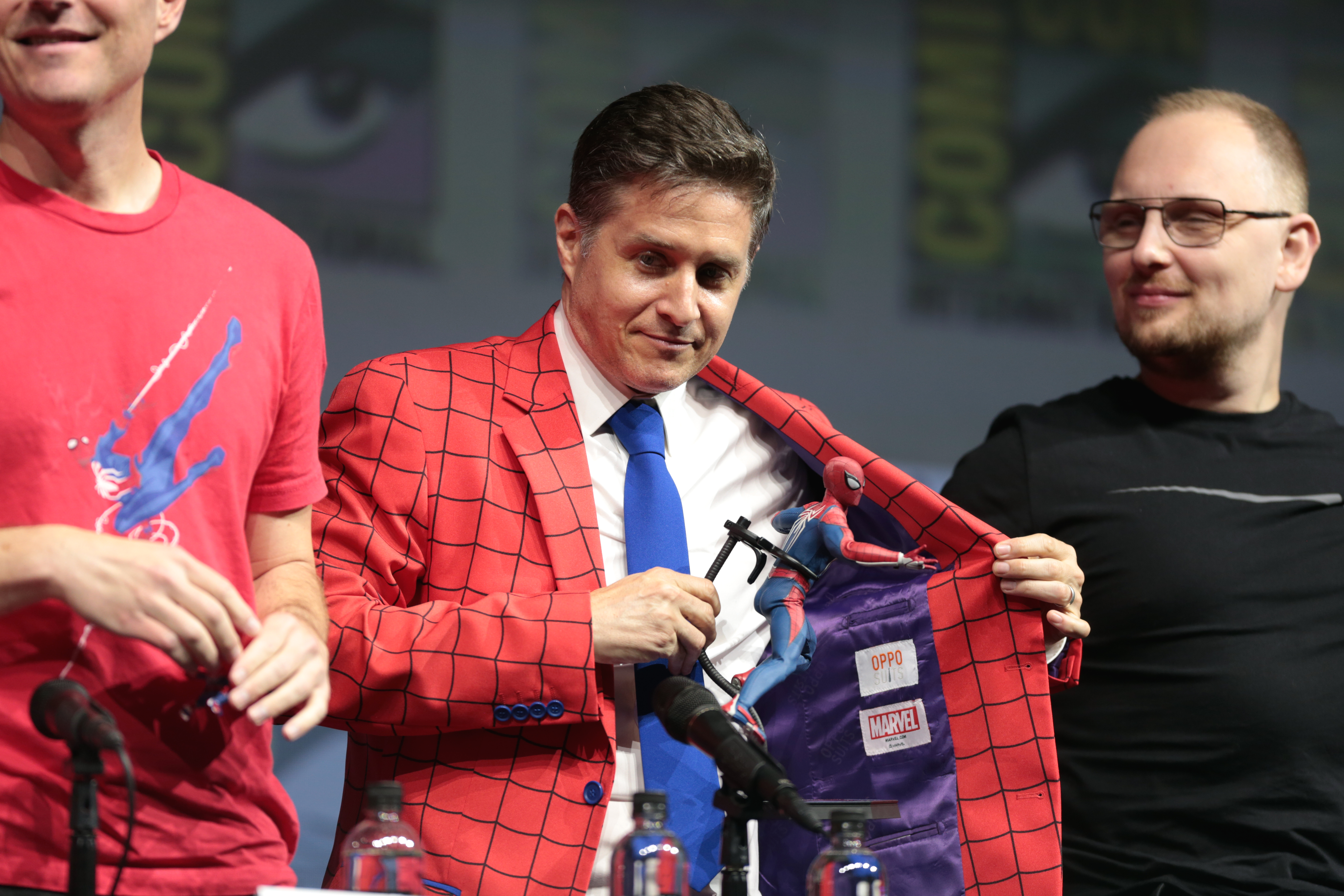
Lowenthal op San Diego Comic Con in 2018.

Lowenthal bleef stemmen in andere anime-shows vertolken, waaronder het hoofdpersonage Haru Glory in Rave Master, dat een run had op de Toonami-line-up van Cartoon Network. Lowenthal speelde ook een personage in Zatch Bell! die een opmerkelijke run had op Cartoon Network. Hij speelde in een aantal anime-shows zoals: Girls Bravo waar hij Yukinari speelde, Scrap Princess waar hij Leo Skorpus speelde, Kyo Kara Maoh, waar hij Yuuri Shibuya speelde, en Saiyuki Reload waar hij Son Goku speelde. Toen hij auditie deed voor Naruto, die werd geregisseerd door dezelfde persoon die Rave Master deed, had hij geprobeerd voor meerdere rollen, waaronder Sasuke Uchiha en Iruka. Uiteindelijk werd hij teruggebeld voor Sasuke. In een interview met Silionera zei Lowenthal: "It certainly allows me to go to some dark places as the series continues. And it makes Sasuke that much more interesting as a character. And that much more fun to play." Naruto werd een van de meer populaire anime shows in de VS. Het vervolg Naruto Shippuden werd ook uitgezonden op Adult Swim.
In 2006 kreeg Lowenthal de rol van Superman in de tekenfilmserie Legion of Superheroes. In de show reist Superman naar de 31e eeuw om superhelden te helpen vechten tegen de Fatal Five-schurken. In een interview met The Oklahoman herinnerde Lowenthal zich dat hij in de originele auditie voor Lightning Lad en Brainiac 5 had voorgelezen, maar hij werd teruggeroepen om Superman te doen. Tijdens het terugbellen was hij begonnen met het lezen voor Superman en Brainiac 5 toen de producers hem tegenhielden. Hij kreeg later te horen dat hij de hoofdrol kreeg en dat ze op andere delen niet meer van hem hoefden te horen.
In 2007 werd Lowenthal gecast als Jinnosuke, ook bekend als "Kuma", een krijger met een teddybeerkop, in de animatiefilm Afro Samurai met Samuel L. Jackson als hoofdpersonage. In een interview met Eastern Kicks zei Lowenthal: "He starts off as one guy and ends up in a very different, very very dark place. Plus I got to kick Sam Jackson’s ass. And they keep bringing him back from the dead for me to play again. And he’s a twin-sword-wielding insane cyborg death machine with a giant teddy bear head. What’s not to like?" Hij zei ook dat ze de stem hadden van Afro Samurai afzonderlijk hebben opgenomen, zodat hij Jackson pas jaren later persoonlijk ontmoette op een releaseparty voor het gerelateerde computerspel. Lowenthal zou de rol opnieuw vertolken in de speelfilm Afro Samurai: Resurrection in 2009.
Andere hoofdrollen in anime zijn onder meer Suzaku Kururugi in Code Geass, die draaide op Adult Swim, en Simon in Gurren Lagann, die draaide op Toonami.
In 2008 verzorgde Lowenthal de stem van de 15-jarige Ben Tennyson in Ben 10: Alien Force. De première van Alien Force speelt zich vijf jaar na de originele serie af. Bij het vertolken van Ben werd Lowenthal begeleid door regisseur Glen Murakami met wie hij had gewerkt aan Teen Titans: Trouble in Tokyo. Al vroeg in de show zei Murakami tegen Lowenthal dat hij Ben minder een grap moest maken dan zijn 10-jarige personage. De show werd verlengd voor een tweede seizoen, en zou worden gevolgd door Ben 10: Ultimate Alien, die liep van 2010-2012, en Ben 10: Omniverse, die liep van 2012-2014. In Omniverse werd de leeftijd van Ben verhoogd tot 16 jaar. Lowenthal zei dat hij niet besefte hoe populair de show buiten Noord-Amerika was, totdat hij naar Australië, Engeland en Ierland ging en kinderen zag die Ben 10-merchandise droegen.
Lowenthal was ook betrokken bij The Swan Princess direct-to-video-serie, te beginnen in 2012 met The Swan Princess Christmas, waar hij de stem was van Prins Derek verzorgde, en vervolgens in 2014 met The Swan Princess: A Royal Family Tale en in 2016 voor The Swan Princess: Princess Tomorrow, Pirate Today, waar hij de hoofdrol hernam. Van deze video's was hij ook de scenarioschrijver van Christmas and Royal Family Tale.
Lowenthal leverde de stem voor The Protagonist in Persona 3 en Yosuke Hanamura in Persona 4. Hij verzorgde ook de stem van Cecil Harvey in de Nintendo DS-remake van Final Fantasy IV, en opnieuw in Dissidia: Final Fantasy op de PSP. In de Dead or Alive-serie vertolkt hij Hayate. Lowenthal speelt ook Matt Miller, de leider van de Decker-bende in Saints Row: The Third, Saints Row IV, en Saints Row: Gat out of Hell. Lowenthal verzorgde ook de motion-capture voor Spider-Man/Peter Parker in Sony's Spider-Man uit 2018 voor de PS4, en Spider-Man: Miles Morales voor de PS4 en PS5. Kirk McKeand van Eurogamer omschreef Lowenthal als "the man you've killed the most" vanwege zijn deelname aan meer dan 200 computerspellen.

### Acteer- en productiecarrière

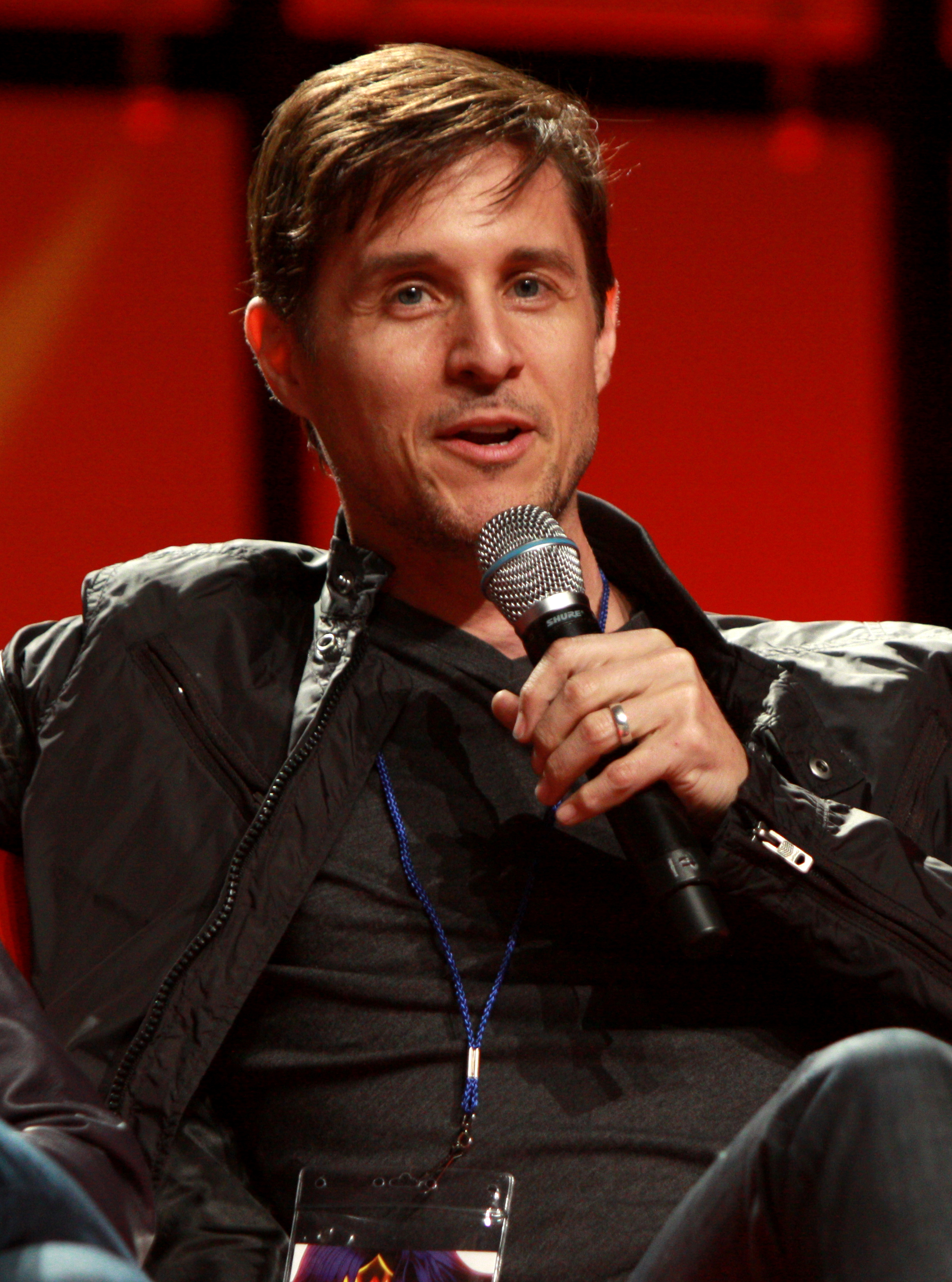
Lowenthal op Phoenix Comicon in 2013

Lowenthal is betrokken geweest bij verschillende live-action projecten met zijn bedrijf Monkey Kingdom Productions met vrouw Tara Platt. In 2008 produceerden ze Con Artists, een 'mockumentary' die een aantal van hun congresbezoeken beschrijft. Ze produceerden een psychologische thrillerfilm genaamd Tumbling, waarna een Award of Merit op het Accolade Film Festival werd gewonnen. In 2011 produceerden Lowenthal en Platt Shelf Life, een webserie waarin ze optreden als actiefiguren in een Toy Story-achtige omgeving, maar met meer volwassen humor. In 2014 produceerden ze een korte film met een steampunk-thema genaamd Topsy McGee vs. the Sky Pirates, die een officiële selectie was op het New York City International Film Festival, en finalist op het Dragon Con Independent Short Film Festival was in de categorie steampunk.
In 2010 speelde Lowenthal de hoofdrol in Van Von Hunter, een live-action mockumentary die mede werd geregisseerd door de oprichter van Tokyopop, Stuart Levy, gebaseerd op de gelijknamige strips. In de film speelt hij een zwaardzwaaiende barbaar uit een fantasiewereld die op aarde wordt geworpen en in een zwaard- en tovenarijfilm wordt gegoten. De film was te zien op verschillende filmfestivals, en was een officiële selectie op Fantasia Film Festival. Ook kreeg de film een speciale publieksprijs op MockFest 2010. Lowenthal won ook een prijs voor beste personage op MockFest.
Hij schreef mee aan het scenario voor The Arcadian, een film van Dekker Dreyer die werd geïnspireerd door underground sciencefictionstrips uit de jaren 70 en 80. In 2015 trad hij toe tot de webserie Titansgrave van Wil Wheaton als een hoofdrolspeler, waarin hij het personage met de naam S'Lethkk speelde. De serie werd uitgezonden door Geek & Sundry. In 2016 speelde hij als Glenn Lauder in de door Keith Arem geproduceerde film The Phoenix Incident. De film gaat over vier jongens die de Phoenix Lights UFO-waarneming probeerden te volgen en uiteindelijk werden aangevallen door de aliens. De film ontving prijzen en nominaties op filmfestivals. Lowenthal is gepland om deel te nemen aan een indie-film genaamd Any Bullet Will Do met Mark Ryan in de hoofdrol. Het werd gefilmd in Montana.
Hij en Platt waren co-auteur van het boek Voice-Over Voice Actor: What It's Like Behind the Mic, uitgebracht in 2010. Hij was ook co-auteur van de comedy-noir-novelle Tough City met Keith Ikeda-Barry als onderdeel van een 72-uur durende romanschrijfwedstrijd. Het werd uitgebracht in 2013. In 2016 bracht hij de novelle uit als wekelijkse podcastserie.

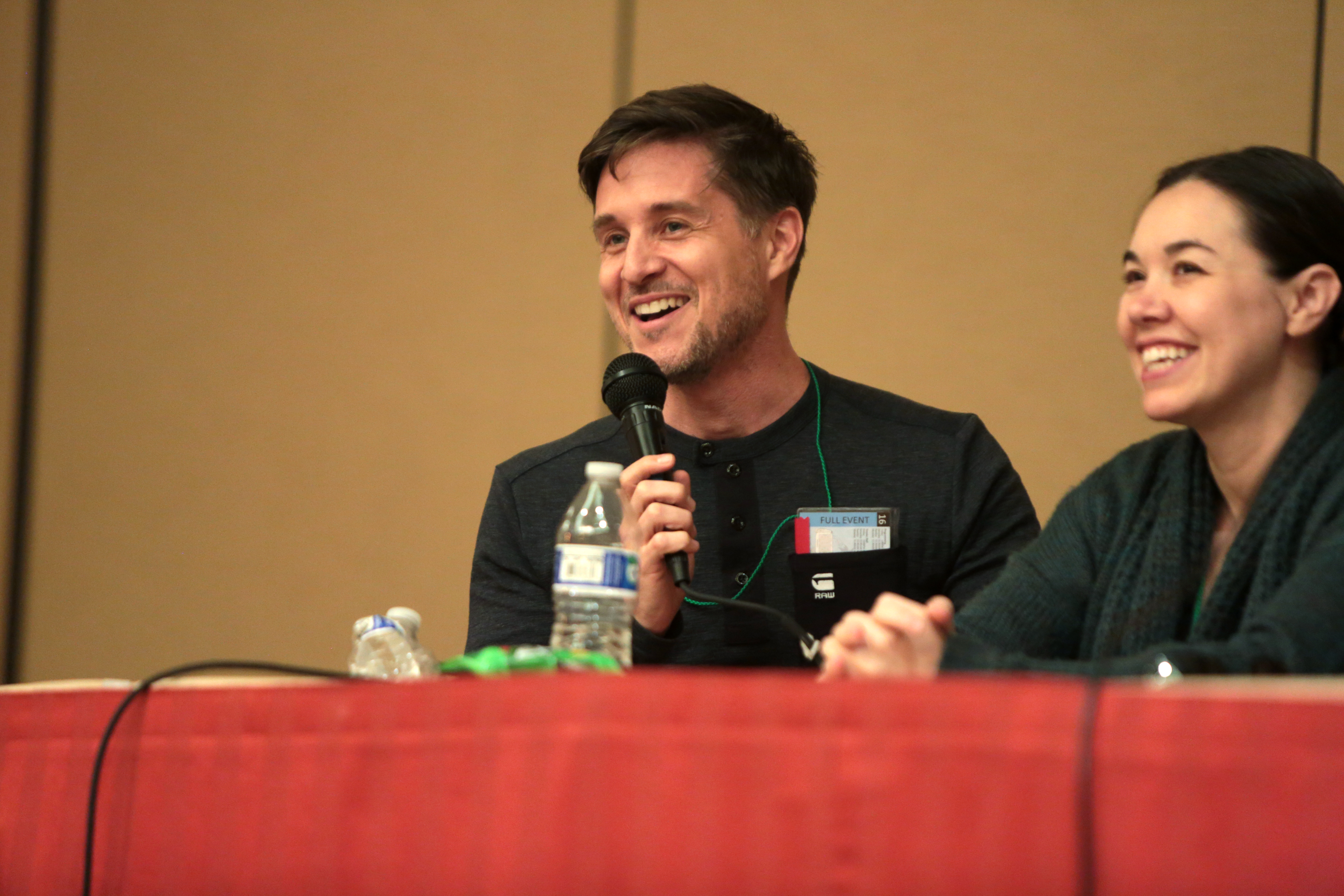
Yuri Lowenthal en Tara Platt op Saboten Con 2016, Phoenix

### Persoonlijk leven
Lowenthal ontmoette actrice Tara Platt bij een NYU-film, waar ze tegenover elkaar speelden in een romantische komedie genaamd Model Chaser. Zes maanden na hun relatie hielp Lowenthal Platt met een cross-country verhuizing naar Los Angeles, zodat Platt daar kon deelnemen aan audities voor nieuwe tv-shows. Oorspronkelijk was hij van plan terug te vliegen na de verhuizing, maar halverwege de reis stelde hij haar voor om in Bowling Green, Ohio, te gaan wonen. Ze trouwden in 2002 in Las Vegas. Hun zoon, Sagan Lowenthal, werd geboren in 2016.

## Filmografie

### Als acteur

#### Anime
| Jaar    | Titel                                                           | Rol                                                           | Opmerkingen                      | Bron                   |
| ------- | --------------------------------------------------------------- | ------------------------------------------------------------- | -------------------------------- | ---------------------- |
| 1989    | Patlabor: The Movie                                             | Restaurant Waiter                                             |                                  | [ 52 ]                 |
| 1991    | Only Yesterday                                                  | Meerdere Rollen                                               |                                  | [ 53 ] [ 54 ]          |
| 1991    | Here Is Green Wood                                              | Tochizawa                                                     |                                  | [ 55 ]                 |
| 1994-95 | Marmalade Boy                                                   | Ginta Suou, Imai                                              | 9 afleveringen                   | [ 54 ] [ 56 ]          |
| 1999    | Masou Kishin Cybuster                                           | Ken Ando                                                      |                                  | [ 57 ]                 |
| 2000    | Boys be...                                                      | Takuya Yokota                                                 | 1 aflevering                     | [ 54 ]                 |
| 2001    | Haré+Guu                                                        | Wadi                                                          |                                  | [ 58 ]                 |
| 2001    | Battle of Adventurers                                           | Kai Urazoe                                                    |                                  | [ 59 ]                 |
| 2001    | Prince of Tennis                                                | Katsuo Mizuno                                                 |                                  | [ 54 ] [ 60 ]          |
| 2001    | Rave                                                            | Haru Glory                                                    | 3 afleveringen                   | [ 61 ]                 |
| 2001    | Hanaukyo Maid Team                                              | Taro Hanaukyo                                                 | 15 afleveringen                  | [ 62 ]                 |
| 2001    | Initial D: Extra Stage                                          | Nogami                                                        | 2 afleveringen                   | [ 63 ]                 |
| 2002    | Haré+Guu DELUXE                                                 | Wadi                                                          |                                  | [ 58 ]                 |
| 2002    | I'll/CKBC                                                       | Akane Tachibana                                               |                                  | [ 64 ]                 |
| 2002-06 | Naruto                                                          | Sasuke Uchiha, Gatô's Henchman                                | 90 afleveringen                  | [ 62 ]                 |
| 2003    | Ultra Maniac                                                    | Hiroki Tsujiai                                                |                                  | [ 54 ]                 |
| 2003    | Scrapped Princess                                               | Leo                                                           | 10 afleveringen                  | [ 54 ] [ 65 ]          |
| 2003    | Submarine 707R                                                  | Goro Kusaka                                                   |                                  | [ 66 ]                 |
| 2003    | Takahashi Rumiko gekijô: Ningyo no mori                         | Man                                                           |                                  | [ 67 ]                 |
| 2003    | Naruto: The Lost Story - Mission: Protect the Waterfall Village | Sasuke Uchiha                                                 |                                  | [ 62 ]                 |
| 2003    | Bottle Fairy                                                    | Sensei-san                                                    | 13 afleveringen                  | [ 68 ]                 |
| 2003    | Superior Defender Gundam Force                                  | Bakunetsumaru                                                 | 21 afleveringen                  | [ 69 ]                 |
| 2003-05 | Bobobo-bo Bo-bobo                                               | Megafan, Rice                                                 | 76 afleveringen                  | [ 70 ]                 |
| 2004    | Daphne in the Brilliant Blue                                    | Kevin                                                         |                                  | [ 71 ]                 |
| 2004    | Kyo Kara Maoh!                                                  | Yuuri Shibuya                                                 | 1 aflevering                     | [ 72 ]                 |
| 2004    | Paranoia Agent                                                  | N/A                                                           | 4 afleveringen                   | [ 73 ]                 |
| 2004    | Ghost Talker's Daydream                                         | Mitsuru Fujiwara                                              |                                  | [ 74 ]                 |
| 2004    | Naruto the Movie: Ninja Clash in the Land of Snow               | Sasuke Uchiha                                                 |                                  | [ 62 ]                 |
| 2004    | Melody of Oblivion                                              | Sky Blue, Boy with Blue Eyes, Prime Minister as a Teenager    | 12 afleveringen                  | [ 75 ]                 |
| 2004    | Mars Daybreak                                                   | Junior                                                        | 25 afleveringen                  | [ 76 ]                 |
| 2004    | DearS                                                           | Khi                                                           | 10 afleveringen                  | [ 54 ]                 |
| 2004    | Gankutsuō                                                       | Chateau-Renaud                                                |                                  | [ 54 ]                 |
| 2004    | Grenadier: The Beautiful Warrior                                | King Furon                                                    |                                  | [ 54 ] [ 77 ]          |
| 2004    | Ghost in the Shell: Stand Alone Complex                         | Secretary, Refugee, Coast Guard Ship Crew                     |                                  | [ 78 ]                 |
| 2004    | Fafner in the Azure                                             | Koyo Kasugai                                                  | 25 afleveringen                  | [ 79 ]                 |
| 2004-05 | Girls Bravo                                                     | Yukinari Sasaki                                               | 24 afleveringen                  | [ 54 ] [ 80 ]          |
| 2004-05 | Monster                                                         | Karl Neumann                                                  | 9 afleveringen                   | [ 54 ]                 |
| 2004-12 | Bleach                                                          | Keigo Asano, Kaoru Unagiya                                    | 34 afleveringen                  | [ 54 ] [ 81 ]          |
| 2005    | Battle B-Daman                                                  | Berkhart, Sigma                                               |                                  | [ 82 ]                 |
| 2005    | Eyeshield 21                                                    | Sena Kobayakawa                                               |                                  | [ 83 ]                 |
| 2005    | Karas: The Prophecy                                             | Kenny                                                         |                                  | [ 62 ]                 |
| 2005    | Yukikaze                                                        | Meerdere Rollen                                               | 1 aflevering                     | [ 62 ]                 |
| 2005    | Hachimitsu to Clover                                            | Yuuta Takemoto                                                | 24 afleveringen                  | [ 54 ] [ 84 ]          |
| 2005    | Gun Sword                                                       | Joshua Lundgren                                               | 19 afleveringen                  | [ 54 ] [ 85 ]          |
| 2005    | Zatch Bell!                                                     | Kory, Danny                                                   | 4 afleveringen                   | [ 86 ]                 |
| 2005    | Eureka Seven                                                    | Renton Thurston                                               | Archive footage                  | [ 87 ]                 |
| 2005-06 | Noein: To Your Other Self                                       | Yu Gotou, Makoto Shinohara                                    | 24 afleveringen                  | [ 54 ] [ 88 ]          |
| 2005-06 | Kamichu!                                                        | Yashima, God of Laserdisc                                     | 16 afleveringen                  | [ 54 ] [ 89 ]          |
| 2005-06 | Meru hevun                                                      | Alviss                                                        | 20 afleveringen                  | [ 90 ]                 |
| 2005-06 | Idaten Jump                                                     | Sho Yamato                                                    | 35 afleveringen                  | [ 54 ] [ 91 ]          |
| 2006    | Duel Masters                                                    | Robbie Rotten                                                 | 8 afleveringen                   | [ 92 ]                 |
| 2006    | Suikoden V                                                      | Kyle, Shula Valya                                             |                                  | [ 93 ]                 |
| 2006    | Digimon Data Squad                                              | Hitoshi 'Neon' Hanamura, Photographer                         | 1 aflevering                     | [ 94 ]                 |
| 2006    | Tokko                                                           | Hiroki Rokujo                                                 | 13 afleveringen                  | [ 54 ]                 |
| 2006    | Ergo Proxy                                                      | Daedelus Yumeno, Daedalus Yumeno, AR Disposal Unit Employee C | 15 afleveringen                  | [ 54 ] [ 95 ]          |
| 2006    | Robotech: The Shadow Chronicles                                 | Marcus Rush                                                   |                                  | [ 96 ]                 |
| 2006    | Paprika                                                         | Dr. Kosaku Tokita                                             |                                  | [ 54 ] [ 97 ]          |
| 2006    | Tekkonkinkreet                                                  | Dawn                                                          |                                  | [ 98 ]                 |
| 2006    | Buso Renkin                                                     | Security Guard                                                | 1 aflevering                     | [ 99 ]                 |
| 2006-07 | Mega Man Star Force                                             | Zack Temple                                                   | 55 afleveringen                  | [ 100 ]                |
| 2006-08 | Code Geass                                                      | Suzaku Kururugi, Chinese Federation Guard                     | 49 afleveringen                  | [ 54 ] [ 101 ] [ 102 ] |
| 2007    | Afro Samurai                                                    | Kuma, Jinno                                                   | 5 afleveringen                   | [ 101 ] [ 103 ]        |
| 2007    | 5 Centimeters per Second                                        | N/A                                                           |                                  | [ 104 ]                |
| 2007    | Gekijô Ban Naruto: Shippûden                                    | Palace Guard                                                  |                                  | [ 62 ]                 |
| 2007    | The Boondocks                                                   | Old Man                                                       | 1 aflevering, niet op aftiteling | [ 105 ]                |
| 2007    | Bleach: The DiamondDust Rebellion                               | Soul Reaper                                                   |                                  | [ 54 ] [ 81 ]          |
| 2007    | Nodame Cantabile                                                | Meerdere Rollen                                               | 23 afleveringen                  | [ 54 ] [ 106 ]         |
| 2007-08 | Blue Dragon                                                     | Shu                                                           | 51 afleveringen                  | [ 54 ] [ 107 ]         |
| 2007-08 | Gurren Lagann                                                   | Simon                                                         | 27 afleveringen                  | [ 101 ]                |
| 2007-11 | Hellsing Ultimate                                               | Captain Pip Bernadotte, Young Enrico Maxwell                  | 5 afleveringen                   | [ 54 ] [ 108 ]         |
| 2007-17 | Naruto: Shippûden                                               | Sasuke Uchiha, Hidden Sand Village Shinobi                    | 176 afleveringen                 | [ 62 ]                 |
| 2008    | Naruto Shippuden the Movie: Bonds                               | Sasuke Uchiha                                                 |                                  | [ 62 ]                 |
| 2008-09 | Blue Dragon: Awaken the Power Within!                           | Shu                                                           | 51 afleveringen                  | [ 54 ] [ 107 ]         |
| 2009    | Afro Samurai: Resurrection                                      | Jinno                                                         |                                  | [ 54 ] [ 101 ] [ 103 ] |
| 2009    | Huntik: Secrets and Seekers                                     | Lok Lambert                                                   | 26 afleveringen                  | [ 109 ]                |
| 2009    | Kurokami: The Animation                                         | Meerdere Rollen                                               | 1 aflevering                     | [ 110 ]                |
| 2009    | Naruto Shippuden the Movie: The Will of Fire                    | Sasuke Uchiha                                                 | Niet op aftiteling               | [ 62 ]                 |
| 2010    | Time of Eve                                                     | Rikuo Sakisaka                                                |                                  | [ 111 ]                |
| 2010    | Manga Motion Comics                                             | Hero                                                          | 1 aflevering                     | [ 112 ]                |
| 2010    | Bleach: Hell Verse                                              | Keigo Asano, Murakumo                                         |                                  | [ 54 ] [ 81 ]          |
| 2010-11 | Durarara!!                                                      | Shinra Kishitani                                              | 26 afleveringen                  | [ 54 ] [ 113 ]         |
| 2010-14 | Mobile Suit Gundam Unicorn                                      | Riddhe Marcenas                                               | 7 afleveringen                   | [ 54 ] [ 69 ]          |
| 2011    | Anohana: The Flower We Saw That Day                             | Student #1                                                    | 1 aflevering                     | [ 114 ]                |
| 2011    | Tiger & Bunny                                                   | Barnaby Brooks Jr., Young Barnaby Brooks Jr.                  | 25 afleveringen                  | [ 54 ]                 |
| 2011-12 | Persona 4: The Animation                                        | Yosuke Hanamura                                               | 26 afleveringen                  | [ 54 ] [ 115 ]         |
| 2012    | Akito the Exiled: The Wyvern Arrives                            | Suzaku Kurugi                                                 |                                  | [ 116 ]                |
| 2012    | Road to Ninja: Naruto the Movie                                 | Sasuke Uchiha                                                 |                                  | [ 62 ]                 |
| 2012    | Tiger & Bunny: The Beginning                                    | Barnaby Brooks, Jr.                                           |                                  | [ 54 ]                 |
| 2013-14 | Tenkai Knights                                                  | Gen Kurai, Dromus                                             | 52 afleveringen                  | [ 54 ]                 |
| 2014    | Tiger & Bunny: The Rising                                       | Barnaby Brooks, Jr.                                           |                                  | [ 54 ]                 |
| 2014    | Mobile Suit Gundam Unicorn 7                                    | Riddhe Marcenas                                               |                                  | [ 54 ] [ 69 ]          |
| 2014    | Aldnoah.Zero                                                    | Cataphract Pilot, Versian Soldier                             | 1 aflevering                     | [ 117 ]                |
| 2014    | Your Lie in April                                               | Audience Member, Judge, Spokesman                             | 1 aflevering                     | [ 118 ]                |
| 2014    | The Last: Naruto the Movie                                      | Sasuke Uchiha                                                 |                                  | [ 62 ]                 |
| 2015    | Akito the Exiled: The Brightness Falls                          | Suzaku                                                        |                                  | [ 116 ]                |
| 2015    | Code Geass: Boukoku No Akito 4                                  | Suzaku                                                        |                                  | [ 54 ]                 |
| 2015    | Boruto: Naruto the Movie                                        | Sasuke Uchiha                                                 |                                  | [ 54 ] [ 62 ] [ 102 ]  |
| 2015    | Charlotte                                                       | Convenience Store Clerk                                       | 1 aflevering                     | [ 119 ]                |
| 2015    | The Laws of the Universe Part 0                                 | Tyler                                                         |                                  | [ 54 ] [ 120 ]         |
| 2015    | Heroes: Legend of the Battle Disks                              | Meerdere Rollen                                               | 3 afleveringen                   | [ 121 ]                |
| 2015-16 | Durarara!!x2                                                    | Shinra Kishitani, Shiki's Underlin                            | 28 afleveringen                  | [ 54 ] [ 113 ]         |
| 2015-20 | RWBY                                                            | Mercury Black                                                 | 22 afleveringen                  | [ 122 ]                |
| 2016    | Code Geass: Boukoku no Akito Final                              | Suzaku Kururugi                                               |                                  | [ 54 ] [ 102 ]         |
| 2016    | RWBY: Volume 3                                                  | Mercury Black                                                 |                                  | [ 122 ]                |
| 2016    | Da Hai                                                          | Goumang, Tingmu, Lu Shen                                      |                                  | [ 54 ]                 |
| 2016    | Lastman                                                         | Meerdere Rollen                                               | 9 afleveringen                   | [ 123 ]                |
| 2016    | The Chronicles of Lei Gong                                      | Jet                                                           | 1 aflevering                     | [ 124 ]                |
| 2017-18 | Boruto: Naruto Next Generations                                 | Sasuke Uchiha                                                 | 17 afleveringen                  | [ 54 ] [ 62 ]          |
| 2018    | RWBY: Volume 5                                                  | Mercury Black                                                 |                                  | [ 122 ]                |
| 2018    | FLCL Progressive                                                | Marco Nogata, Marco Nagata                                    | 6 afleveringen                   | [ 54 ] [ 125 ]         |
| 2018    | Modest Heroes                                                   | Sato                                                          |                                  | [ 126 ]                |
| 2018    | The Laws Of The Universe - Part 1                               | Tyler                                                         |                                  | [ 120 ]                |
| 2019    | Code Geass: Lelouch of the Re;surrection                        | Suzaku                                                        |                                  | [ 54 ] [ 102 ]         |
| 2019    | Promare: Puromea                                                | Meis                                                          |                                  | [ 54 ] [ 127 ]         |
| 2019    | Promare: Lio-hen                                                | Meis                                                          |                                  | [ 54 ] [ 127 ]         |
| 2019    | Promare: Galo-hen                                               | Meis                                                          |                                  | [ 54 ] [ 127 ]         |
| 2019    | RWBY: Volume 6                                                  | Mercury Black                                                 |                                  | [ 122 ]                |
| 2021    | Dota: Dragon's Blood                                            | Davion                                                        | 8 afleveringen                   | [ 128 ] [ 129 ]        |

#### Animatiefilms
| Jaar | Titel                                                                        | Rol                                          | Bron                   |
| ---- | ---------------------------------------------------------------------------- | -------------------------------------------- | ---------------------- |
| 2006 | Teen Titans: Trouble in Tokyo                                                | Scarface, Japanese Biker                     | [ 130 ]                |
| 2008 | The Pirates Who Don't Do Anything: A VeggieTales Movie                       | Alexander                                    | [ 131 ]                |
| 2008 | Bratz Girlz Really Rock                                                      | Bryce, Koby                                  | [ 132 ]                |
| 2008 | Biohazard Regeneration                                                       | Meerdere Rollen                              | [ 133 ]                |
| 2009 | Peter Kay's Animated All Star Band: The Official BBC Children in Need Medley | Ben Tennyson                                 | [ 134 ]                |
| 2010 | AniMen: Triton Force                                                         | Robohost                                     | [ 135 ]                |
| 2010 | Sammy's Adventures: The Secret Passage                                       | Young Sammy, Ollie                           | [ 136 ]                |
| 2010 | Monster High: New Ghoul at School                                            | Deuce Gorgon, Gillington Webber, Heath Burns | [ 137 ]                |
| 2011 | Monster High: Scream Building                                                | Deuce Gorgon, Gil, Mr. Rotter                | [ 137 ]                |
| 2011 | Monster High: Fright On                                                      | Bram Devein, Deuce Gorgon, Gil Webbington    | [ 137 ]                |
| 2012 | Back to the Sea                                                              | Kevin                                        | [ 138 ]                |
| 2012 | Batman: The Dark Knight Returns, Part 1                                      | Son of Batman, Rookie Police Officer         | [ 139 ]                |
| 2012 | Dear Dracula                                                                 | Kirk, Announcer, DJ                          | [ 140 ]                |
| 2012 | The Swan Princess: Christmas                                                 | Derek                                        | [ 141 ]                |
| 2012 | Dino Time                                                                    | Max                                          | [ 142 ]                |
| 2012 | Least I Could Do                                                             | Mick, Noel                                   | [ 143 ]                |
| 2012 | Cabrito and Chewy                                                            | Chewy                                        | [ 144 ]                |
| 2013 | Batman: The Dark Knight Returns, Part 2                                      | Son of Batman                                | [ 139 ]                |
| 2013 | Riding Shotgun                                                               | Doyle                                        | [ 145 ]                |
| 2013 | Bonta 3D                                                                     | Axel                                         | [ 146 ]                |
| 2013 | Batman: The Dark Knight Returns                                              | Son of Batman, Rookie Police Officer         | [ 139 ]                |
| 2013 | Iesodo: Love                                                                 | Luc                                          | [ 147 ]                |
| 2013 | Iesodo: Believe                                                              | Luc                                          | [ 147 ]                |
| 2014 | The Swan Princess: A Royal Family Tale                                       | Derek                                        | [ 141 ]                |
| 2014 | Lost Treasure Hunt                                                           | Dex                                          | [ 148 ]                |
| 2014 | Big Hero 6                                                                   | Sergeant Gerson                              | [ 149 ]                |
| 2015 | Batman Unlimited: Animal Instincts                                           | Red Robin                                    | [ 139 ]                |
| 2015 | Back to the Jurassic                                                         | Max                                          | [ 150 ]                |
| 2015 | Justice League: Gods and Monsters                                            | Jor-El, Jimmy Olsen                          | [ 139 ]                |
| 2015 | Batman Unlimited: Monster Mayhem                                             | Red Robin                                    | [ 139 ]                |
| 2015 | Psiconautas                                                                  | Zacharias                                    | [ 151 ]                |
| 2015 | Hullabaloo                                                                   |                                              | [ 152 ]                |
| 2016 | Robinson Crusoe                                                              | Crusoe                                       | [ 153 ]                |
| 2016 | Lego DC Comics Super Heroes: Justice League - Cosmic Clash                   | Cosmic Boy, Rokk Krinn                       | [ 139 ] [ 154 ]        |
| 2016 | Teenage Mutant Ninja Turtles in Pizza Friday!                                | Leonardo                                     | [ 155 ]                |
| 2016 | The Swan Princess: Princess Tomorrow, Pirate Today!                          | Derek                                        | [ 141 ]                |
| 2017 | Smurfs: The lost village                                                     | Meerdere Rollen                              | [ 156 ]                |
| 2017 | The Swan Princess: Royally Undercover                                        | Phillip                                      | [ 141 ]                |
| 2017 | The Son of Bigfoot                                                           | Tony, Japanese Man #2                        | [ 157 ]                |
| 2017 | Camp Camp: Night of the Living Ill                                           | Neil                                         | [ 158 ]                |
| 2017 | Camp Camp: A Camp Camp Christmas, or Whatever                                | Neil                                         | [ 158 ]                |
| 2018 | Batman: Gotham by Gaslight                                                   | Harvey Dent                                  | [ 139 ]                |
| 2018 | Batman Ninja                                                                 | Robin, Red Hood                              | [ 54 ] [ 139 ] [ 159 ] |
| 2018 | The Swan Princess: A Royal Myztery                                           | Prince Derek                                 | [ 141 ]                |
| 2018 | Camp Camp: Arrival of the Torso Takers                                       | Neil                                         | [ 158 ]                |
| 2018 | Camp Camp: Culture Day                                                       | Neil                                         | [ 158 ]                |
| 2019 | Dragon Quest: Your Story                                                     | Luca                                         | [ 54 ] [ 160 ]         |
| 2019 | The Swan Princess: Kingdom of Music                                          | Prince Derek                                 | [ 141 ]                |
| 2020 | The Swan Princess: A Royal Wedding                                           | Derek                                        | [ 141 ]                |
| 2020 | Ben 10 vs. the Universe: The Movie                                           | Vilgax, Alien V                              | [ 161 ]                |
| 2023 | Spider-Man: Across the Spider-Verse                                          | Peter Parker / Insomniac Spider-Man          | [ 162 ]                |

#### Animatieseries
| Jaar    | Titel                                  | Rol                                                   | Opmerkingen                        | Bron            |
| ------- | -------------------------------------- | ----------------------------------------------------- | ---------------------------------- | --------------- |
| 1999-00 | Dream Street                           | Meerdere Rollen                                       | 3 afleveringen                     | [ 163 ]         |
| 2006-08 | Legion of Super Heroes                 | Superman, Kell-El, Senator Tolay                      | 25 afleveringen                    | [ 101 ] [ 139 ] |
| 2006-08 | El Chavo                               | Junior                                                | 52 afleveringen                    | [ 164 ]         |
| 2008    | Happy Monster Band                     | Roc                                                   | 10 afleveringen                    | [ 165 ]         |
| 2008-09 | Wolverine and the X-Men                | Bobby Drake, Iceman                                   | 10 afleveringen                    | [ 166 ]         |
| 2008-10 | Alien Force                            | Ben Tennyson, Omnitrix, Albedo                        | 46 afleveringen                    | [ 101 ] [ 161 ] |
| 2009    | Winx Club                              | Ogron                                                 | 9 afleveringen                     | [ 167 ]         |
| 2009    | Chowder                                | Defender, Macadamin Player, Ball Rider                | 1 aflevering                       | [ 168 ]         |
| 2009-10 | Gormiti: The Lords of Nature Return!   | Aaron Apple                                           | 2 afleveringen                     | [ 169 ]         |
| 2009-11 | Batman: The Brave and the Bold         | Prince Tuftan, Bulletman, Mr. Miracle                 | 2 afleveringen                     | [ 139 ]         |
| 2010    | Monster High                           | Deuce Gorgon                                          |                                    | [ 137 ]         |
| 2010-12 | Ben 10: Ultimate Alien                 | Ben Tennyson / Ultimatrix                             | 52 afleveringen                    | [ 161 ]         |
| 2010-19 | Young Justice                          | La'gaan, Lagoon Boy, Cameron Mahkent                  | 16 afleveringen                    | [ 139 ]         |
| 2011    | Boing the Play Ranger                  | Boing, Jake The Engineer, Grandpa Woolie              | 1 aflevering                       | [ 170 ]         |
| 2011    | Speed Racer: The Next Generation       | Alpha Leader                                          | 2 afleveringen, niet op aftiteling | [ 171 ]         |
| 2011    | Generator Rex                          | Ben Tennyson, Upgrade, Moss                           | 2 afleveringen                     | [ 172 ]         |
| 2011    | Blabber Box                            | Slim, Aran                                            |                                    | [ 173 ]         |
| 2011-13 | Regular Show                           | Adam, Kid, Guy                                        | 2 afleveringen                     | [ 174 ]         |
| 2012    | Stitch!                                | Tommy O                                               | 1 aflevering                       | [ 175 ]         |
| 2012    | MapleStory: 2012 Election              | Spiegelmann, Stan                                     | 3 afleveringen                     | [ 176 ]         |
| 2012    | MapleStory: New Leaf Saga              | N/A                                                   | 1 aflevering                       | [ 176 ]         |
| 2012-14 | Ben 10: Omniverse                      | Ben Tennyson, Feedback, XLR8                          | 78 afleveringen                    | [ 161 ]         |
| 2013    | MapleStory: Wedding Town               | Al, Bob, Pelvis                                       | 3 afleveringen                     | [ 176 ]         |
| 2013    | NFL Rush Zone                          | Harper Stevens                                        | 2 afleveringen                     | [ 177 ]         |
| 2014    | Caper                                  | Blake Anders                                          | 4 afleveringen                     | [ 178 ]         |
| 2014    | Turbo FAST                             | Director, Toy Store Guy                               | 1 aflevering                       | [ 179 ]         |
| 2014    | Beware the Batman                      | Creed Courtman, Detective Thomas                      | 1 aflevering                       | [ 139 ]         |
| 2014    | Marvel Disk Wars: The Avengers         | Iceman, Bobby Drake                                   | 27 afleveringen                    | [ 166 ]         |
| 2014    | Deadstar                               | Ren Ziro                                              | 1 aflevering                       | [ 180 ]         |
| 2014-15 | TOME: Terrain of Magical Expertise     | Rubirules                                             | 4 afleveringen                     | [ 181 ]         |
| 2014-16 | TripTank                               | Billy, Russian Mobster, Guy                           | 6 afleveringen                     | [ 182 ]         |
| 2014-18 | Space Racers                           | Eagle                                                 | 54 afleveringen                    | [ 183 ]         |
| 2015    | DC Super Friends                       | Flash                                                 | 7 afleveringen                     | [ 139 ]         |
| 2015    | Teenage Mutant Ninja Turtles           | Ninja #1, Ninja #2                                    | 1 aflevering                       | [ 155 ]         |
| 2015    | Titansgrave: The Ashes of Valkana      | S'lethkk                                              | 10 afleveringen                    | [ 184 ]         |
| 2015    | Batman Unlimited                       | Red Robin                                             | 5 afleveringen                     | [ 139 ]         |
| 2015    | X-Ray and Vav                          | Little Boy                                            | 1 aflevering                       | [ 185 ]         |
| 2015-16 | Pig Goat Banana Cricket                | Prince Mermeow, Pickle, Fox, Awesome Shoes, JR Sneezy | 3 afleveringen                     | [ 186 ]         |
| 2015-17 | Be Cool, Scooby-Doo!                   | Officer Hiroshi, Old Man, Andy                        | 2 afleveringen                     | [ 187 ]         |
| 2016    | The Coins of McGuffin                  | Fanboy Leader                                         | 1 aflevering                       | [ 188 ]         |
| 2016    | Transformers: Robots in Disguise       | Glacius                                               | 1 aflevering                       | [ 189 ]         |
| 2016    | Avengers Assemble                      | Egghead, Child                                        | 1 aflevering                       | [ 166 ]         |
| 2016    | The Mr. Peabody & Sherman Show         | Baby Kenny                                            | 1 aflevering                       | [ 190 ]         |
| 2016-17 | DC Super Hero Girls                    | The Riddler, Edward Nigma                             | 2 afleveringen                     | [ 191 ]         |
| 2016-18 | RWBY Chibi                             | Mercury Black                                         | 14 afleveringen                    | [ 122 ]         |
| 2016-19 | Camp Camp                              | Neil                                                  | 52 afleveringen                    | [ 158 ]         |
| 2017    | Star Wars Rebels                       | Gold Leader                                           | 1 aflevering                       | [ 192 ]         |
| 2017-18 | Marvel Future Avengers                 | Winter Soldier/Bucky Barnes, Blizzard                 | 11 afleveringen                    | [ 166 ]         |
| 2017-18 | We Bare Bears                          | Bird'dex, Joshy                                       | 2 afleveringen                     | [ 193 ]         |
| 2017-20 | Spider-Man                             | Curt Connors/Lizard, Male Passenger 2, Nocturnal      | 7 afleveringen                     | [ 166 ]         |
| 2017-21 | Ben 10                                 | Vilgax, Gax, Vilgax (Robot)                           | 16 afleveringen                    | [ 161 ]         |
| 2018    | Little Big Awesome                     | Mord, Gord                                            | 2 afleveringen                     | [ 194 ]         |
| 2018    | Butterbean's Café                      | Hamilton                                              | 2 afleveringen                     | [ 195 ]         |
| 2018    | Bunnicula                              | Zakarov                                               | 1 aflevering                       | [ 196 ]         |
| 2018    | Spy Kids: Mission Critical             | Dez, Zed, Talon                                       | 4 afleveringen                     | [ 197 ]         |
| 2018-19 | DuckTales                              | DT-87, Butler, Butler Dad                             | 4 afleveringen                     | [ 198 ]         |
| 2019    | Love, Death & Robots                   | Young Man                                             | 1 aflevering                       | [ 199 ]         |
| 2019    | DC Super Hero Girls                    | Steve Trevor                                          | 3 afleveringen                     | [ 191 ]         |
| 2019    | DC Super Hero Girls: Super Shorts      | Criminal                                              | 1 aflevering                       | [ 191 ]         |
| 2019    | Where's Waldo?                         | Constable, Fergus                                     | 5 afleveringen                     | [ 200 ]         |
| 2019-20 | Where's Wally?                         | Meerdere rollen                                       | 9 afleveringen                     | [ 201 ]         |
| 2019-21 | Victor & Valentino                     | Moreno, Baker                                         | 6 afleveringen                     | [ 202 ]         |
| 2021    | Abby Hatcher                           | Little boy                                            | 1 aflevering                       | [ 203 ]         |
| 2021    | He-Man and the Masters of the Universe | Adam, He-Man, Tuvar                                   | 10 afleveringen                    | [ 204 ]         |
| 2021    | Injustice                              | Mirror Master, Flash, Shazam                          |                                    | [ 205 ]         |

#### Computerspellen
| Jaar | Titel                                                      | Rol                                                               | Opmerkingen                                 | Bron            |
| ---- | ---------------------------------------------------------- | ----------------------------------------------------------------- | ------------------------------------------- | --------------- |
| 1997 | Castlevania: Symphony of the Night                         | Alucard                                                           |                                             | [ 206 ]         |
| 1997 | Devil Summoner: Soul Hackers                               | Yuichi Haga, Captain Paradigm, Security Guard                     | Niet op aftiteling                          | [ 207 ]         |
| 2001 | Shadow of Memories                                         | Eike Kusch                                                        | Niet op aftiteling, alleen in de PSP versie | [ 208 ]         |
| 2002 | Groove Adventure Rave: Fighting Live                       | Haru Glory                                                        |                                             | [ 209 ]         |
| 2002 | Dungeon Siege                                              | N/A                                                               |                                             | [ 210 ]         |
| 2003 | Naruto: Clash of Ninja                                     | Sasuke Uchiha                                                     |                                             | [ 62 ]          |
| 2003 | SSX 3                                                      | N/A                                                               | Niet op aftiteling                          | [ 211 ]         |
| 2003 | Naruto: Narutimate Hero                                    | Sasuke Uchiha                                                     |                                             | [ 62 ]          |
| 2003 | Prince of Persia: The Sands of Time                        | Prince, Palace Guard                                              |                                             | [ 101 ] [ 212 ] |
| 2003 | Medal of Honor: Rising Sun                                 | Ichiro "Harry" Tanaka                                             |                                             | [ 213 ]         |
| 2003 | Naruto: Gekitou Ninja Taisen 2                             | Sasuke Uchiha                                                     |                                             | [ 62 ]          |
| 2004 | Shin Megami Tensei Digital Devil Saga                      | Serph                                                             | Niet op aftiteling                          | [ 214 ]         |
| 2004 | Naruto: Ultimate Ninja 2                                   | Sasuke Uchiha                                                     |                                             | [ 62 ]          |
| 2004 | EverQuest II                                               | Generic Froglok, Generic Gnoll, Generic Human                     |                                             | [ 215 ]         |
| 2004 | Halo 2                                                     | ILB: Kamal Zaman                                                  | Niet op aftiteling                          | [ 216 ]         |
| 2004 | SD Gundam Force                                            | Bakunetsumaru                                                     |                                             | [ 54 ]          |
| 2004 | World of Warcraft                                          | Arator the Redeemer                                               | Archive footage                             | [ 217 ]         |
| 2004 | Prince of Persia: Warrior Within                           | The Prince                                                        | Archive footage, niet op aftiteling         | [ 212 ]         |
| 2005 | Radiata Stories                                            | Daniel                                                            |                                             | [ 218 ]         |
| 2005 | Shin Megami Tensei Digital Devil Saga                      | Serph Sheffield                                                   | Niet op aftiteling                          | [ 214 ]         |
| 2005 | Dynasty Warriors                                           | Sun Ce, Zhang He                                                  | Niet op aftiteling                          | [ 219 ]         |
| 2005 | Rave Master: Special Attack Force                          | Haru Glory                                                        |                                             | [ 220 ]         |
| 2005 | Wild ARMs: The 4th Detonator                               | Arnaud Vasquez, Hugo Hewitt                                       | Niet op aftiteling                          | [ 221 ]         |
| 2005 | Romancing SaGa                                             | Albert                                                            | Niet op aftiteling                          | [ 222 ] [ 223 ] |
| 2005 | Drag-On Dragoon 2                                          | Meerdere Rollen                                                   | Niet op aftiteling                          | [ 224 ]         |
| 2005 | Steambot Chronicles                                        | Dandelion                                                         | Niet op aftiteling                          | [ 225 ]         |
| 2005 | Rogue Galaxy                                               | Steve                                                             |                                             | [ 226 ]         |
| 2005 | Naruto Uzumaki Chronicles                                  | Sasuke Uchiha, Prisoner 3                                         |                                             | [ 62 ]          |
| 2005 | Tales of Legendia                                          | Captain of the Gadorian Knight                                    | Niet op aftiteling                          | [ 227 ]         |
| 2005 | EverQuest II: Desert of Flames                             | N/A                                                               |                                             | [ 215 ]         |
| 2005 | Urban Reign                                                | KG, Various Gang Members                                          | Niet op aftiteling                          | [ 228 ]         |
| 2005 | Dynasty Warriors 5: Xtreme Legends                         | Sun Ce, Zhang He                                                  |                                             | [ 219 ]         |
| 2005 | Dungeons & Dragons: Dragonshard                            | N/A                                                               |                                             | [ 229 ]         |
| 2005 | Call of Duty 2                                             | N/A                                                               |                                             | [ 230 ]         |
| 2005 | Call of Duty 2: Big Red One                                | N/A                                                               |                                             | [ 230 ]         |
| 2005 | Prince of Persia: The Two Thrones                          | The Prince                                                        |                                             | [ 212 ]         |
| 2005 | Tales of the Abyss                                         | Luke fon Fabre, Asch the Bloody                                   | Niet op aftiteling                          | [ 231 ]         |
| 2005 | Naruto Ultimate Ninja 3                                    | Sasuke Uchiha                                                     |                                             | [ 62 ]          |
| 2006 | eM -eNCHANT arM-                                           | Meerdere Rollen                                                   |                                             | [ 232 ]         |
| 2006 | Dirge of Cerberus: Final Fantasy VII                       | Incidental Characters                                             |                                             | [ 30 ]          |
| 2006 | Baten Kaitos Origins                                       | Giacomo                                                           |                                             | [ 233 ]         |
| 2006 | Ghost Recon: Advanced Warfighter                           | N/A                                                               |                                             | [ 234 ]         |
| 2006 | Final Fantasy XII                                          | Reks                                                              |                                             | [ 30 ]          |
| 2006 | Dynasty Warriors 5                                         | Sun Ce                                                            | Niet op aftiteling                          | [ 219 ]         |
| 2006 | Ace Combat Zero: The Belkan War                            | Larry Foulke                                                      |                                             | [ 235 ]         |
| 2006 | Full Spectrum Warrior: Ten Hammers                         | N/A                                                               |                                             | [ 236 ]         |
| 2006 | Naruto: Ultimate Ninja Heroes 2: The Phantom Fortress      | Sasuke Uchiha                                                     |                                             | [ 62 ]          |
| 2006 | .hack//G.U. Vol. 1: Saitan                                 | Haseo                                                             |                                             | [ 101 ]         |
| 2006 | Valkyrie Profile 2: Silmeria                               | Dallas                                                            | Niet op aftiteling                          | [ 237 ]         |
| 2006 | Titan Quest                                                | N/A                                                               |                                             | [ 238 ]         |
| 2006 | Persona 3                                                  | Protagonist, Pharos, Ryoji Mochizuki                              | Niet op aftiteling                          | [ 29 ]          |
| 2006 | Growlanser: Heritage of War                                | Gaerik, Fernando, Ace                                             | Niet op aftiteling                          | [ 239 ]         |
| 2006 | Saints Row                                                 | Stilwater's Resident                                              |                                             | [ 32 ]          |
| 2006 | Company of Heroes                                          | N/A                                                               |                                             | [ 240 ]         |
| 2006 | Bratz: Forever Diamondz                                    | Bryce, Male Shopkeeper                                            |                                             | [ 241 ]         |
| 2006 | Project Sylpheed                                           | Night Raven A                                                     | Niet op aftiteling                          | [ 242 ]         |
| 2006 | .hack//GU Vol. 2: Reminisce                                | Haseo                                                             |                                             | [ 101 ]         |
| 2006 | Avatar: The Last Airbender                                 | Meerdere Rollen                                                   |                                             | [ 230 ]         |
| 2006 | Destroy All Humans! 2                                      | Englishmen, Astronaut 'Carl'                                      |                                             | [ 243 ]         |
| 2006 | The Sopranos: Road to Respect                              | N/A                                                               |                                             | [ 244 ]         |
| 2006 | EverQuest II: Echoes of Faydwer                            | Dark Fae 2 (male), Honor Elf Male Priest (variant), Arsai2 (male) |                                             | [ 215 ]         |
| 2006 | Trauma Center: Second Opinion                              | Derek Stiles                                                      |                                             | [ 245 ]         |
| 2006 | Red Steel                                                  | N/A                                                               |                                             | [ 246 ]         |
| 2006 | Naruto Uzumaki Chronicles 2                                | Sasuke Uchiha                                                     |                                             | [ 62 ]          |
| 2006 | Jeanne d'Arc                                               | Roger                                                             |                                             | [ 247 ]         |
| 2006 | Wild ARMs: The Vth Vanguard                                | Dean Stark                                                        | Niet op aftiteling                          | [ 221 ]         |
| 2006 | Tales of the World: Radiant Mythology                      | Luke fon Fabre                                                    | Niet op aftiteling                          | [ 248 ]         |
| 2006 | Xenosaga Episode III: Also sprach Zarathustra              | Kevin Winnicot - Red Testament, Roth Mantel                       |                                             | [ 249 ]         |
| 2007 | .hack//G.U. Vol.3: Redemption                              | Haseo                                                             |                                             | [ 101 ]         |
| 2007 | Soul Nomad & the World Eaters                              | Gig                                                               | Niet op aftiteling                          | [ 250 ]         |
| 2007 | BladeStorm: Hundred Years War                              | Male Protagonist                                                  |                                             | [ 251 ]         |
| 2007 | Supreme Commander                                          | Leopard 11, Thompson                                              |                                             | [ 252 ]         |
| 2007 | Titan Quest: Immortal Throne                               | N/A                                                               |                                             | [ 253 ]         |
| 2007 | Ghost Recon: Advanced Warfighter 2                         | N/A                                                               |                                             | [ 234 ]         |
| 2007 | S.T.A.L.K.E.R.: Shadow of Chernobyl                        | Meerdere Rollen                                                   |                                             | [ 254 ] [ 255 ] |
| 2007 | Medal of Honor: Vanguard                                   | Sgt. Frank Keegan                                                 |                                             | [ 213 ]         |
| 2007 | Naruto Shippûden: Ultimate Ninja 4                         | Sasuke Uchiha                                                     |                                             | [ 62 ]          |
| 2007 | Gurimu gurimoa                                             | Advocat, Gaff, Hiram Menthe                                       | Niet op aftiteling                          | [ 256 ]         |
| 2007 | Persona 3 FES                                              | Protagonist, Pharos, Ryoji Mochizuki                              | Niet op aftiteling                          | [ 29 ]          |
| 2007 | Odin Sphere                                                | Cornelius                                                         |                                             | [ 257 ]         |
| 2007 | Transformers: The Game                                     | Meerdere Rollen                                                   |                                             | [ 189 ]         |
| 2007 | Transformers: Autobots                                     | Meerdere Rollen                                                   |                                             | [ 189 ]         |
| 2007 | Naruto: Ultimate Ninja Heroes                              | Sasuke Uchiha                                                     |                                             | [ 62 ]          |
| 2007 | Medal of Honor: Airborne                                   | N/A                                                               |                                             | [ 213 ]         |
| 2007 | Warriors Orochi                                            | Sun Ce, Zhang He                                                  | Niet op aftiteling                          | [ 258 ]         |
| 2007 | Power Rangers: Super Legends                               | Mighty Morphin Red Ranger, Omega Ranger, Future Omega Ranger      |                                             | [ 259 ]         |
| 2007 | Naruto: Clash of Ninja Revolution                          | Sasuke Uchiha                                                     |                                             | [ 62 ]          |
| 2007 | Ace Combat 6: Fires of Liberation                          | Toscha Mijasik                                                    |                                             | [ 235 ]         |
| 2007 | Naruto: Rise of a Ninja                                    | Sasuke Uchiha                                                     |                                             | [ 62 ]          |
| 2007 | Resident Evil: The Umbrella Chronicles                     | Richard Aiken                                                     | Niet op aftiteling                          | [ 133 ]         |
| 2007 | Supreme Commander: Forged Alliance                         | Meerdere Rollen                                                   |                                             | [ 219 ]         |
| 2007 | Dynasty Warriors 6                                         | Sun Ce, Zhang He                                                  | Niet op aftiteling                          | [ 219 ]         |
| 2007 | Uncharted: Drake's Fortune                                 | Mercenaries #6                                                    |                                             | [ 260 ]         |
| 2007 | Soulcalibur Legends                                        | Michael                                                           | Niet op aftiteling                          | [ 261 ] [ 262 ] |
| 2007 | Trauma Center 2: New Blood                                 | Derek Stiles, Leland Phoenix, Erik Hayes                          | Niet op aftiteling                          | [ 245 ]         |
| 2007 | Guilty Gear 2: Overture                                    | Sin, That Man                                                     | Niet op aftiteling                          | [ 263 ]         |
| 2007 | Final Fantasy IV                                           | Cecil Harvey                                                      |                                             | [ 30 ]          |
| 2007 | Star Ocean: The First Departure                            | Roddick Farrence                                                  |                                             | [ 264 ]         |
| 2007 | Golden Axe: Beast Rider                                    | N/A                                                               |                                             | [ 265 ]         |
| 2008 | Yggdra Union: We'll Never Fight Alone                      | Roswell, Gordon                                                   | Niet op aftiteling                          | [ 266 ]         |
| 2008 | Time Hollow                                                | Timothy Kairos                                                    | Niet op aftiteling                          | [ 267 ]         |
| 2008 | Armored Core: For Answer                                   | N/A                                                               | Niet op aftiteling                          | [ 268 ]         |
| 2008 | Command & Conquer 3: Kane's Wrath                          | N/A                                                               |                                             | [ 269 ]         |
| 2008 | Warriors Orochi                                            | Sun Ce, Zhang He                                                  | Niet op aftiteling                          | [ 219 ]         |
| 2008 | Race Driver: Grid                                          | Japanese Announcer                                                |                                             | [ 270 ]         |
| 2008 | Trauma Center: Under the Knife 2                           | Derek Stiles                                                      | Niet op aftiteling                          | [ 245 ]         |
| 2008 | ZEN Pinball                                                | Spider-Man                                                        |                                             | [ 271 ]         |
| 2008 | Persona 4                                                  | Yosuke Hanamura                                                   | Niet op aftiteling                          | [ 29 ] [ 101 ]  |
| 2008 | The Mummy: Tomb of the Dragon Emperor                      | Alex O'Connell                                                    |                                             | [ 272 ]         |
| 2008 | Siren: New Translation                                     | Howard Wright                                                     | Niet op aftiteling                          | [ 273 ]         |
| 2008 | Soulcalibur IV                                             | Algol's Son, Male Voice 1                                         | Niet op aftiteling                          | [ 261 ]         |
| 2008 | S.T.A.L.K.E.R.: Clear Sky                                  | Meerdere Rollen                                                   |                                             | [ 274 ]         |
| 2008 | Disaster: Day of Crisis                                    | Intercom                                                          | Niet op aftiteling                          | [ 275 ]         |
| 2008 | Cross Edge                                                 | Razeluxe, Zelos                                                   | Niet op aftiteling                          | [ 276 ]         |
| 2008 | Saints Row 2                                               | Shogo                                                             |                                             | [ 32 ]          |
| 2008 | Spider-Man: Web of Shadows                                 | Nightcrawler                                                      |                                             | [ 277 ]         |
| 2008 | Naruto: Clash of Ninja Revolution 2                        | Sasuke Uchiha                                                     |                                             | [ 62 ]          |
| 2008 | Crimson Gem Saga                                           | Elluard, Tissot                                                   | Niet op aftiteling                          | [ 278 ]         |
| 2008 | Ben 10: Alien Force                                        | Ben Tennyson                                                      |                                             | [ 161 ]         |
| 2008 | Valkyrie Profile Covenant of the Plume                     | Ancel, Darius                                                     | Niet op aftiteling                          | [ 279 ]         |
| 2008 | Naruto: Ultimate Ninja Storm                               | Sasuke Uchiha                                                     |                                             | [ 62 ]          |
| 2008 | Tom Clancy's EndWar                                        | N/A                                                               |                                             | [ 280 ]         |
| 2008 | Naruto: The Broken Bond                                    | Sasuke Uchiha                                                     |                                             | [ 62 ]          |
| 2008 | Castlevania Judgement                                      | Alucard                                                           | Niet op aftiteling                          | [ 206 ]         |
| 2008 | Prinny: Can I Really Be the Hero?                          | Turmeric, Morgan                                                  | Niet op aftiteling                          | [ 281 ]         |
| 2008 | Aion: The Tower of Eternity                                | N/A                                                               |                                             | [ 282 ]         |
| 2008 | Professor Layton en de Verloren Toekomst                   | Future Luke                                                       |                                             | [ 283 ]         |
| 2008 | Dissidia Final Fantasy                                     | Cecil Harvey                                                      |                                             | [ 30 ]          |
| 2009 | The Lord of the Rings: Conquest                            | Frodo, Elven Officer #3, Rohan Officer #3                         |                                             | [ 284 ]         |
| 2009 | FusionFall                                                 | Ben Tennyson, Albedo                                              |                                             | [ 285 ]         |
| 2009 | Afro Samurai                                               | Jinno, Kuma                                                       |                                             | [ 101 ] [ 103 ] |
| 2009 | Ninja Blade                                                | Kuroh Sakamoto                                                    |                                             | [ 286 ]         |
| 2009 | Dynasty Warriors: Strikeforce 2                            | Sun Ce, Zhang He                                                  | Niet op aftiteling                          | [ 287 ]         |
| 2009 | Watchmen: The End Is Nigh                                  | N/A                                                               |                                             | [ 288 ]         |
| 2009 | Grey's Anatomy: The Video Game                             | N/A                                                               |                                             | [ 289 ]         |
| 2009 | Dragonball Evolution                                       | Goku                                                              | Niet op aftiteling                          | [ 290 ]         |
| 2009 | Prototype                                                  | Blackwatch Officer                                                |                                             | [ 291 ]         |
| 2009 | Dynasty Warriors 6: Empires                                | Sun Ce, Zhang He                                                  | Niet op aftiteling                          | [ 219 ]         |
| 2009 | Red Faction: Guerrilla                                     | N/A                                                               |                                             | [ 292 ]         |
| 2009 | Ghostbusters                                               | Meerdere Rollen                                                   |                                             | [ 293 ]         |
| 2009 | MagnaCarta 2                                               | Crocell Reeden                                                    |                                             | [ 294 ]         |
| 2009 | Kaseki choushinka Supekutobusu: Orijinzu                   | Rallen                                                            | Niet op aftiteling                          | [ 295 ]         |
| 2009 | Colin McRae: Dirt 2                                        | US Male                                                           |                                             | [ 296 ]         |
| 2009 | Naruto Shippuden Legends Akatsuki Rising                   | Sasuke Uchiha                                                     |                                             | [ 62 ]          |
| 2009 | Uncharted 2: Among Thieves                                 | Serbian Soldiers                                                  |                                             | [ 297 ]         |
| 2009 | Brütal Legend                                              | Watt-R-Boys, Gravediggers                                         |                                             | [ 298 ]         |
| 2009 | League of Legends                                          | Taric                                                             |                                             | [ 299 ]         |
| 2009 | Ben 10: Alien Force - Vilgax Attacks                       | Ben Tennyson, Albedo's Ben Tennyson Form                          |                                             | [ 161 ]         |
| 2009 | Bayonetta                                                  | Luka, Temperantia                                                 |                                             | [ 300 ]         |
| 2009 | Persona 3 Portable                                         | Male Protagonist, Pharos, Ryoji Mochizuki                         | Niet op aftiteling                          | [ 29 ]          |
| 2009 | Dragon Age: Origins                                        | Fenarel, Sandal, Pol                                              |                                             | [ 301 ]         |
| 2009 | Naruto Shippûden: Clash of Ninja Revolution 3              | Meerdere Rollen                                                   |                                             | [ 62 ]          |
| 2009 | Assassin's Creed II                                        | Vieri de' Pazzi                                                   |                                             | [ 302 ]         |
| 2009 | Naruto Shippûden: Dragon Blade Chronicles                  | Sasuke Uchiha                                                     |                                             | [ 62 ]          |
| 2009 | Silent Hill: Shattered Memories                            | John                                                              | Niet op aftiteling                          | [ 303 ]         |
| 2009 | Naruto Shippûden: Ultimate Ninja Heroes 3                  | Sasuke Uchiha                                                     |                                             | [ 62 ]          |
| 2009 | Final Fantasy XIII                                         | Cocoon Inhabitants                                                |                                             | [ 30 ]          |
| 2010 | No More Heroes 2: Desperate Struggle                       | Charlie MacDonald, Jasper Batt Jr.                                |                                             | [ 304 ] [ 305 ] |
| 2010 | Mass Effect 2                                              | Daniel, Prisoner 780, Cerberus Researcher                         |                                             | [ 306 ]         |
| 2010 | BioShock 2                                                 | Crawler                                                           |                                             | [ 307 ]         |
| 2010 | Supreme Commander 2                                        | N/A                                                               |                                             | [ 252 ]         |
| 2010 | Metro 2033                                                 | Boris, Child of the Underground, Communist Recruit                |                                             | [ 308 ]         |
| 2010 | NieR: RepliCant                                            | Jakob                                                             |                                             | [ 309 ]         |
| 2010 | Metal Gear Solid: Peace Walker                             | Soldiers                                                          |                                             | [ 310 ]         |
| 2010 | Lost Planet²                                               | Meerdere Rollen                                                   |                                             | [ 311 ]         |
| 2010 | Prince of Persia: The Forgotten Sands                      | Prince                                                            |                                             | [ 212 ]         |
| 2010 | Trauma Team                                                | Navel Williams, Samuel Trumbull                                   | Niet op aftiteling                          | [ 245 ]         |
| 2010 | Ben 10 Alien Force: The Rise of Hex                        | Ben Tennyson                                                      |                                             | [ 161 ]         |
| 2010 | APB: All Points Bulletin                                   | N/A                                                               |                                             | [ 312 ]         |
| 2010 | Singularity                                                | Meerdere Rollen                                                   |                                             | [ 313 ]         |
| 2010 | Naruto Shippûden: Kizuna Drive                             | Sasuke Uchiha, Amagiri Ninja, Ninja B                             |                                             | [ 62 ]          |
| 2010 | Castlevania: Harmony of Despair                            | Alucard                                                           | Niet op aftiteling                          | [ 206 ]         |
| 2010 | BioShock 2: Minerva's Den                                  | Crawler Splicers                                                  |                                             | [ 307 ] [ 314 ] |
| 2010 | H.A.W.X.2                                                  | Meerdere Rollen                                                   |                                             | [ 234 ] [ 315 ] |
| 2010 | The Lord of the Rings: Aragorn's Quest                     | Frodo Baggins                                                     |                                             | [ 284 ]         |
| 2010 | Ben 10 Ultimate Alien: Cosmic Destruction                  | Ben Tennyson                                                      |                                             | [ 161 ]         |
| 2010 | Medal of Honor                                             | Tsgt. Ybarra                                                      |                                             | [ 213 ]         |
| 2010 | Arcania: Gothic 4                                          | Meerdere Rollen                                                   |                                             | [ 316 ]         |
| 2010 | Naruto Shippûden: Ultimate Ninja Storm 2                   | Sasuke Uchiha                                                     |                                             | [ 62 ]          |
| 2010 | Fallout: New Vegas                                         | Elder Nolan McNamara, Lucius, Aurelius of Phoenix                 |                                             | [ 317 ]         |
| 2010 | God Eater Burst                                            | Soma Schicksal                                                    |                                             | [ 318 ]         |
| 2010 | Call of Duty: Black Ops                                    | US Prisoner                                                       |                                             | [ 230 ]         |
| 2010 | CrimeCraft: Bleedout                                       | Stuart Grant                                                      |                                             | [ 319 ]         |
| 2010 | Tron: Evolution                                            | Meerdere Rollen                                                   | Niet op aftiteling                          | [ 320 ]         |
| 2010 | Marvel Pinball                                             | Spider-Man                                                        |                                             | [ 277 ]         |
| 2011 | Kyasarin                                                   | Tobias (Toby) Nebbins, Astaroth                                   |                                             | [ 230 ]         |
| 2011 | Professor Layton en het Masker der Wonderen                | Randall Ascot                                                     |                                             | [ 283 ]         |
| 2011 | Dissidia 012 Final Fantasy                                 | Cecil Harvey                                                      |                                             | [ 30 ]          |
| 2011 | Dragon Age II                                              | Sandal, Pol                                                       |                                             | [ 321 ]         |
| 2011 | Dynasty Warriors 7                                         | Sun Ce, Zhang He                                                  | Niet op aftiteling                          | [ 219 ]         |
| 2011 | Operation Flashpoint: Red River                            | Marines                                                           |                                             | [ 322 ]         |
| 2011 | Marvel Super Hero Squad Online                             | Green Goblin, Spider-Man, Loki                                    |                                             | [ 277 ] [ 323 ] |
| 2011 | Dead or Alive Dimensions                                   | Hayate, Ein                                                       |                                             | [ 31 ]          |
| 2011 | Cartoon Network: Punch Time Explosion                      | Ben Tennyson, Flapjack, Numbuh 1                                  |                                             | [ 324 ]         |
| 2011 | Red Faction: Armageddon                                    | Meerdere Rollen                                                   |                                             | [ 292 ]         |
| 2011 | TERA: The Exiled Realm of Arborea                          | Human, Popori, Castanic                                           |                                             | [ 325 ]         |
| 2011 | Shadows of the Damned                                      | Elliot, Demons                                                    |                                             | [ 326 ]         |
| 2011 | Iron Brigade                                               | Jozef                                                             |                                             | [ 327 ]         |
| 2011 | Unchained Blades                                           | Hector, Balaur                                                    | Niet op aftiteling                          | [ 328 ]         |
| 2011 | Shin Megami Tensei: Devil Survivor 2                       | Yuzuru Akie                                                       |                                             | [ 214 ] [ 329 ] |
| 2011 | Shin Megami Tensei: Devil Survivor Overclocked             | Male Believer, Worker                                             | Niet op aftiteling                          | [ 214 ] [ 329 ] |
| 2011 | Driver: San Francisco                                      | Meerdere Rollen                                                   |                                             | [ 330 ]         |
| 2011 | Resistance 3                                               | Tommy Dean, Mathison, Tony                                        |                                             | [ 331 ]         |
| 2011 | Dead Island                                                | Meerdere Rollen                                                   |                                             | [ 332 ]         |
| 2011 | Gears of War 3                                             | Stranded Crew #3, KR-70 Pilot, Balcony Man                        |                                             | [ 333 ]         |
| 2011 | X-Men: Destiny                                             | Nightcrawler, Northstar                                           |                                             | [ 334 ]         |
| 2011 | Ace Combat: Assault Horizon                                | Sergei Illich                                                     |                                             | [ 235 ]         |
| 2011 | Naruto Shippûden: Ultimate Ninja Impact                    | Sasuke Uchiha                                                     |                                             | [ 62 ]          |
| 2011 | Ben 10 Galactic Racing                                     | Ben Tennyson                                                      |                                             | [ 161 ]         |
| 2011 | Uncharted 3: Drake's Deception                             | Serbian Soldier                                                   |                                             | [ 297 ]         |
| 2011 | The Lord of the Rings: War in the North                    | Frodo Baggins, Glorhirin                                          |                                             | [ 284 ]         |
| 2011 | Call of Duty: Modern Warfare 3                             | Meerdere Rollen                                                   |                                             | [ 230 ]         |
| 2011 | Saints Row: The Third                                      | Matt Miller, Radio Voices                                         |                                             | [ 32 ]          |
| 2011 | Kinect Disneyland Adventures                               | N/A                                                               |                                             | [ 175 ]         |
| 2011 | Dynasty Warriors 7: Xtreme Legends                         | Sun Ce, Zhang He                                                  | Niet op aftiteling                          | [ 219 ]         |
| 2011 | Final Fantasy XIII-2                                       | Meerdere Rollen                                                   |                                             | [ 30 ]          |
| 2011 | Star Wars: The Old Republic                                | Meerdere Rollen                                                   |                                             | [ 192 ]         |
| 2012 | Soulcalibur V                                              | Patroklos                                                         |                                             | [ 335 ]         |
| 2012 | Prototype 2                                                | Meerdere Rollen                                                   |                                             | [ 291 ]         |
| 2012 | Syndicate                                                  | Meerdere Rollen                                                   |                                             | [ 336 ]         |
| 2012 | Naruto Shippûden: Ultimate Ninja Storm Generations         | Sasuke Uchiha                                                     |                                             | [ 62 ]          |
| 2012 | Mass Effect 3                                              | Ensign Jason Prangley, Male Vendor Guide                          |                                             | [ 306 ]         |
| 2012 | Silent Hill HD Collection                                  | Vincent Smith                                                     |                                             | [ 303 ]         |
| 2012 | Ninja Gaiden III: The Ancient Ship of Doom                 | Meerdere Rollen                                                   |                                             | [ 337 ]         |
| 2012 | Silent Hill: Book of Memories                              | Preppy                                                            | Niet op aftiteling                          | [ 303 ]         |
| 2012 | Fire Emblem Awakening                                      | Ricken                                                            |                                             | [ 338 ]         |
| 2012 | Diablo III                                                 | Meerdere Rollen                                                   |                                             | [ 339 ]         |
| 2012 | Dragon's Dogma                                             | Meerdere Rollen                                                   |                                             | [ 340 ]         |
| 2012 | Persona 4 Golden                                           | Yosuke Hanamura                                                   | Niet op aftiteling                          | [ 29 ] [ 101 ]  |
| 2012 | Marvel Pinball: Avengers Chronicles                        | Spider-Man                                                        |                                             | [ 277 ]         |
| 2012 | The Amazing Spider-Man                                     | Meerdere Rollen                                                   |                                             | [ 277 ]         |
| 2012 | Anarchy Reigns                                             | Zero, Edgar Oinkie                                                |                                             | [ 341 ]         |
| 2012 | Infex                                                      | IngenBio Soldier                                                  |                                             | [ 230 ]         |
| 2012 | Persona 4 Arena                                            | Yosuke Hanamura                                                   | Niet op aftiteling                          | [ 29 ] [ 101 ]  |
| 2012 | Guild Wars 2                                               | Simon, Virgal, Lord Faren                                         |                                             | [ 342 ]         |
| 2012 | Lunar: Silver Star Story Touch                             | Alex Noa                                                          | Niet op aftiteling                          | [ 343 ]         |
| 2012 | World of Warcraft: Mists of Pandaria                       | N/A                                                               |                                             | [ 217 ]         |
| 2012 | Dead or Alive 5                                            | Hayate                                                            | Niet op aftiteling                          | [ 31 ]          |
| 2012 | Resident Evil 6                                            | Finn Macauley                                                     |                                             | [ 133 ]         |
| 2012 | Skylanders: Giants                                         | Fright Rider                                                      |                                             | [ 344 ]         |
| 2012 | Sports Champions 2                                         | N/A                                                               |                                             | [ 230 ]         |
| 2012 | Tales of Xillia 2                                          | Meerdere Rollen                                                   | Niet op aftiteling                          | [ 345 ]         |
| 2012 | Halo 4                                                     | Meerdere Rollen                                                   |                                             | [ 216 ]         |
| 2012 | LEGO The Lord of the Rings                                 | Frodo Baggins (Sound Effects), Gondorians (Sound Effects)         |                                             | [ 284 ]         |
| 2012 | Call of Duty: Black Ops II                                 | Meerdere Rollen                                                   |                                             | [ 230 ]         |
| 2012 | Call of Duty: Black Ops - Declassified                     | N/A                                                               |                                             | [ 230 ]         |
| 2012 | Ben 10 Omniverse                                           | Ben Tennyson, Feedback, XLR8                                      |                                             | [ 161 ]         |
| 2012 | Hitman: Absolution                                         | Dr. Marcus Green, Courthouse Security Guards                      |                                             | [ 346 ]         |
| 2012 | BlazBlue: Chrono Phantasma                                 | Amane Nishiki                                                     | Niet op aftiteling                          | [ 347 ]         |
| 2012 | Guardians of Middle-earth                                  | Frodo Baggins                                                     |                                             | [ 284 ]         |
| 2012 | Karateka                                                   | True Love                                                         | Niet op aftiteling                          | [ 230 ]         |
| 2012 | Kitaru                                                     | N/A                                                               |                                             | [ 348 ]         |
| 2013 | Sly Cooper: Thieves in Time                                | Sir Galleth Cooper                                                |                                             | [ 349 ]         |
| 2013 | Naruto Shippûden: Ultimate Ninja Storm 3                   | Sasuke Uchiha                                                     |                                             | [ 62 ]          |
| 2013 | StarCraft II: Heart of the Swarm                           | Meerdere Rollen                                                   |                                             | [ 350 ]         |
| 2013 | Disgaea D2: A Brighter Darkness                            | Angela                                                            |                                             | [ 351 ]         |
| 2013 | BioShock Infinite                                          | Dr. P. Pettifog, Male Fink Guard, Pilgrim Crowd                   |                                             | [ 307 ]         |
| 2013 | Metro: Last Light                                          | N/A                                                               |                                             | [ 308 ]         |
| 2013 | Grid 2                                                     | N/A                                                               |                                             | [ 270 ]         |
| 2013 | The Last of Us                                             | Meerdere Rollen                                                   |                                             | [ 352 ]         |
| 2013 | Dynasty Warriors 8                                         | Sun Ce, Zhang He                                                  | Niet op aftiteling                          | [ 219 ]         |
| 2013 | Phoenix Wright: Ace Attorney - Dual Destinies              | Klavier Gavin                                                     | Niet op aftiteling                          | [ 353 ]         |
| 2013 | Dragon's Crown                                             | Wizard                                                            |                                             | [ 354 ]         |
| 2013 | Disney Infinity                                            | Toy Box Narrator                                                  |                                             | [ 355 ]         |
| 2013 | The Bureau: XCOM Declassified                              | Nils                                                              |                                             | [ 356 ]         |
| 2013 | Saints Row IV                                              | Matt Miller, Professor Genki                                      |                                             | [ 32 ]          |
| 2013 | The Wonderful 101                                          | Wonder-White, Additional Wonderful Ones                           |                                             | [ 357 ]         |
| 2013 | Teenage Mutant Ninja Turtles: Out of the Shadows           | Donatello                                                         |                                             | [ 155 ]         |
| 2013 | Dead or Alive 5 Ultimate                                   | Ein, Hayate                                                       | Niet op aftiteling                          | [ 31 ]          |
| 2013 | Grand Theft Auto V                                         | The Local Population                                              |                                             | [ 358 ]         |
| 2013 | Skylanders: Swap Force                                     | Softpaw                                                           |                                             | [ 344 ]         |
| 2013 | LEGO Marvel Super Heroes                                   | Iceman                                                            |                                             | [ 359 ]         |
| 2013 | Bayonetta: Bloody Fate                                     | Luka                                                              |                                             | [ 300 ]         |
| 2013 | Call of Duty: Ghosts                                       | Meerdere Rollen                                                   |                                             | [ 230 ]         |
| 2013 | Ben 10 Omniverse 2                                         | Ben Tennyson, XLR8                                                |                                             | [ 161 ]         |
| 2013 | Young Justice: Legacy                                      | Garth, Tempest, Cameron Mahkent                                   |                                             | [ 360 ]         |
| 2013 | Lightning Returns: Final Fantasy XIII                      | Seven                                                             |                                             | [ 30 ]          |
| 2013 | Dead Rising 3                                              | N/A                                                               |                                             | [ 361 ]         |
| 2013 | Dynasty Warriors 8: Xtreme Legends                         | Zhang He, Sun Ce                                                  |                                             | [ 219 ]         |
| 2013 | Drag-On Dragoon 3                                          | Dito                                                              | Niet op aftiteling                          | [ 362 ]         |
| 2014 | The Lego Movie Videogame                                   | Ziggy                                                             |                                             | [ 363 ]         |
| 2014 | The Last of Us: Left Behind                                | Meerdere Rollen                                                   |                                             | [ 352 ]         |
| 2014 | Guilty Gear Xrd: Sign                                      | Bedman                                                            |                                             | [ 364 ]         |
| 2014 | Hearthstone: Heroes of Warcraft                            | Anduin Wrynn                                                      |                                             | [ 365 ]         |
| 2014 | Metal Gear Solid V: Ground Zeroes                          | Soldiers, Extras                                                  |                                             | [ 310 ]         |
| 2014 | Infamous: Second Son                                       | Russian Bully #2, Male Pedestrian #3, Agent Male #1               |                                             | [ 366 ]         |
| 2014 | Diablo III: Reaper of Souls                                | Lorath                                                            |                                             | [ 339 ]         |
| 2014 | BioShock Infinite: Burial at Sea                           | Ryan Security, Early Splicers                                     |                                             | [ 307 ] [ 314 ] |
| 2014 | Conception 2: Children of the Seven Stars                  | Meerdere Rollen                                                   |                                             | [ 367 ]         |
| 2014 | The Amazing Spider-Man 2                                   | Spider-Man/Peter Parker                                           |                                             | [ 277 ]         |
| 2014 | Ace Combat Infinity                                        | Meerdere Rollen                                                   |                                             | [ 235 ]         |
| 2014 | WildStar                                                   | Aethros, Dr. Varen, Blade Wind the Invoker                        |                                             | [ 368 ]         |
| 2014 | Murdered: Soul Suspect                                     | Meerdere Rollen                                                   |                                             | [ 369 ]         |
| 2014 | GRID Autosport                                             | N/A                                                               |                                             | [ 270 ]         |
| 2014 | Persona Q: Shadow of the Labyrinth                         | Persona 3 Protagonist, Yosuke Hanamura                            | Niet op aftiteling                          | [ 29 ]          |
| 2014 | Persona 4: Arena Ultimax                                   | Yosuke Hanamura                                                   | Niet op aftiteling                          | [ 29 ] [ 101 ]  |
| 2014 | Metro Redux                                                | Boris                                                             |                                             | [ 308 ]         |
| 2014 | Spider-Man Unlimited                                       | Spider-Man                                                        |                                             | [ 277 ]         |
| 2014 | Naruto Shippuden: Ultimate Ninja Storm Revolution          | Sasuke Uchiha                                                     |                                             | [ 62 ]          |
| 2014 | Disney Infinity: Marvel Super Heroes                       | Toy Box Narrator                                                  |                                             | [ 355 ]         |
| 2014 | Bayonetta 2                                                | Luka, Temperantia                                                 |                                             | [ 300 ]         |
| 2014 | Tenkai Knights: Brave Battle                               | Gen Inukai, Dromus                                                |                                             | [ 54 ]          |
| 2014 | Middle-earth: Shadow of Mordor                             | Humans                                                            |                                             | [ 370 ]         |
| 2014 | Rune Factory 4                                             | Doug                                                              |                                             | [ 371 ]         |
| 2014 | Skylanders: Trap Team                                      | Trail Blazer                                                      |                                             | [ 344 ]         |
| 2014 | PsychoBreak                                                | Joseph Oda                                                        |                                             | [ 230 ]         |
| 2014 | Sunset Overdrive                                           | Male Player                                                       |                                             | [ 372 ] [ 373 ] |
| 2014 | Call of Duty: Advanced Warfare                             | Meerdere Rollen                                                   |                                             | [ 230 ]         |
| 2014 | World of Warcraft: Warlords of Draenor                     | N/A                                                               |                                             | [ 217 ]         |
| 2014 | Game of Thrones: A Telltale Games Series                   | Tom, Erik, Finn                                                   |                                             | [ 374 ]         |
| 2014 | Marvel Pinball: Venom                                      | Spider-Man                                                        |                                             | [ 375 ]         |
| 2014 | Final Fantasy Explorers                                    | Cecil Harvey                                                      |                                             | [ 30 ]          |
| 2014 | Lichdom: Battlemage                                        | Hedaro                                                            |                                             | [ 376 ]         |
| 2014 | Lego Ninjago: Nindroids                                    | Zane                                                              |                                             | [ 377 ]         |
| 2014 | Halo: The Master Chief Collection                          | Kamal Zaman                                                       | Archive footage, niet op aftiteling         | [ 216 ]         |
| 2015 | Citizens of Earth                                          | N/A                                                               |                                             | [ 378 ]         |
| 2015 | Saints Row: Gat out of Hell                                | Matt Miller                                                       |                                             | [ 32 ]          |
| 2015 | Dying Light                                                | Male Survivor                                                     |                                             | [ 379 ]         |
| 2015 | Shin Megami Tensei: Devil Survivor 2 Record Breaker        | Yuzuru 'Joe' Akie                                                 |                                             | [ 214 ]         |
| 2015 | Dead or Alive 5: Last Round                                | Ein, Hayate                                                       |                                             | [ 31 ]          |
| 2015 | God Eater 2: Rage Burst                                    | Soma Schicksal                                                    |                                             | [ 318 ]         |
| 2015 | The Order: 1886                                            | Nikola Tesla                                                      |                                             | [ 380 ]         |
| 2015 | There Came an Echo                                         | Adam                                                              |                                             | [ 381 ]         |
| 2015 | Resident Evil: Revelations 2                               | Neil Fisher                                                       |                                             | [ 133 ]         |
| 2015 | Code Name: S.T.E.A.M.                                      | Marth                                                             |                                             | [ 338 ]         |
| 2015 | Final Fantasy Type-0 HD                                    | Meerdere Rollen                                                   |                                             | [ 30 ]          |
| 2015 | Battlefield Hardline                                       | Meerdere Rollen                                                   |                                             | [ 382 ]         |
| 2015 | Son of Nor                                                 | Male Player Character                                             |                                             | [ 383 ]         |
| 2015 | Xenoblade Chronicles X                                     | Male Avatar                                                       |                                             | [ 384 ]         |
| 2015 | Heroes of the Storm                                        | N/A                                                               |                                             | [ 385 ]         |
| 2015 | Mobius Final Fantasy                                       | Meerdere Rollen                                                   |                                             | [ 30 ]          |
| 2015 | LEGO Jurassic World                                        | Habitation Worker                                                 |                                             | [ 386 ]         |
| 2015 | Persona 4: Dancing All Night                               | Yosuke Hanamura                                                   | Niet op aftiteling                          | [ 29 ]          |
| 2015 | Fire Emblem Fates                                          | Male Corrin, Marth, Kiragi                                        |                                             | [ 338 ]         |
| 2015 | Disney Infinity 3.0                                        | Toy Box Narrator                                                  |                                             | [ 355 ]         |
| 2015 | Mad Max                                                    | Stank Gum                                                         |                                             | [ 387 ]         |
| 2015 | Skylanders: SuperChargers                                  | Trail Blazer, Softpaw                                             |                                             | [ 344 ]         |
| 2015 | Lego Dimensions                                            | Percival Graves                                                   |                                             | [ 284 ] [ 377 ] |
| 2015 | Armored Warfare                                            | N/A                                                               |                                             | [ 388 ]         |
| 2015 | Minecraft: Story Mode - A Telltale Games Series            | Radar                                                             |                                             | [ 389 ]         |
| 2015 | Star Wars: The Old Republic - Knights of the Fallen Empire | Imperial Crew Officer, Imperial Technician, Tanek                 |                                             | [ 192 ]         |
| 2015 | Halo 5: Guardians                                          | Meerdere Rollen                                                   |                                             | [ 216 ]         |
| 2015 | God Eater: Resurrection                                    | Soma Schicksal                                                    | Niet op aftiteling                          | [ 318 ]         |
| 2015 | Fallout 4                                                  | Danny Sullivan, Vault-Tec Scientist                               |                                             | [ 317 ]         |
| 2015 | Star Wars: Battlefront                                     | N/A                                                               |                                             | [ 192 ]         |
| 2015 | Uncharted: The Nathan Drake Collection                     | Mercenary, Serbian Soldiers                                       | Archive footage                             | [ 297 ]         |
| 2016 | Gemini: Heroes Reborn                                      | Guard, Prisoner, Doctor                                           |                                             | [ 390 ]         |
| 2016 | Lego Marvel's Avengers                                     | S.H.I.E.L.D. Agent                                                |                                             | [ 359 ]         |
| 2016 | Naruto Shippuden: Ultimate Ninja Storm 4                   | Sasuke Uchiha, Mahiru                                             |                                             | [ 62 ]          |
| 2016 | Hitman                                                     | Rocco, Training Mechanics, Training Bartender                     |                                             | [ 346 ]         |
| 2016 | StarCraft II: Nova Covert Ops                              | Meerdere Rollen                                                   |                                             | [ 350 ]         |
| 2016 | Star Ocean: Integrity & Faithlessness                      | Ceisus                                                            |                                             | [ 264 ]         |
| 2016 | Uncharted 4: A Thief's End                                 | Shoreline Mercenary, Villain Savior Male Sidekick                 |                                             | [ 297 ]         |
| 2016 | Mirror's Edge Catalyst                                     | Meerdere Rollen                                                   |                                             | [ 391 ]         |
| 2016 | Mighty No. 9                                               | Mighty No. 9                                                      |                                             | [ 392 ]         |
| 2016 | The Technomancer                                           | David Ward, Alan Mancer                                           |                                             | [ 393 ]         |
| 2016 | World of Warcraft: Legion                                  | Ael'Yith                                                          |                                             | [ 217 ]         |
| 2016 | Masquerada: Songs and Shadows                              | Leventhos Merimbus, Thug Leader                                   |                                             | [ 394 ]         |
| 2016 | Anki Overdrive: Supertrucks                                | Chain                                                             |                                             | [ 395 ]         |
| 2016 | Skylanders: Imaginators                                    | Imaginators, Mysticat                                             |                                             | [ 344 ]         |
| 2016 | World of Final Fantasy                                     | Cecil Harvey                                                      |                                             | [ 30 ]          |
| 2016 | Titanfall 2                                                | Davis                                                             |                                             | [ 396 ]         |
| 2016 | Final Fantasy XV                                           | Meerdere Rollen                                                   |                                             | [ 30 ]          |
| 2016 | Star Ocean: Anamnesis                                      | Meerdere Rollen                                                   |                                             | [ 264 ]         |
| 2016 | The Walking Dead: The Game - Season 3                      | Lingard, Raider Male 1, Raider Male 3                             |                                             | [ 397 ]         |
| 2016 | Assassin's Creed: The Ezio Collection                      | Vieri de Pazzi                                                    | Archive footage                             | [ 302 ]         |
| 2017 | Fire Emblem Heroes                                         | Marth, Merric, Eliwood                                            |                                             | [ 338 ]         |
| 2017 | Halo Wars 2                                                | Meerdere Rollen                                                   |                                             | [ 216 ]         |
| 2017 | Horizon Zero Dawn                                          | Carja Soldier                                                     |                                             | [ 398 ]         |
| 2017 | Mass Effect: Andromeda                                     | David Fisher, Kadara Outcast Guard, Wind Farm Exile               |                                             | [ 306 ]         |
| 2017 | Minecraft: Story Mode - Season 2                           | Radar                                                             |                                             | [ 389 ]         |
| 2017 | Uncharted: The Lost Legacy                                 | Shoreline Mercenary                                               |                                             | [ 297 ]         |
| 2017 | Knack II                                                   | Meerdere Rollen                                                   |                                             | [ 399 ]         |
| 2017 | Fire Emblem Warriors                                       | Marth                                                             |                                             | [ 338 ]         |
| 2017 | .hack//G.U. Last Recode                                    | Haseo                                                             |                                             | [ 101 ]         |
| 2018 | Dissidia Final Fantasy NT                                  | Cecil Harvey                                                      |                                             | [ 30 ]          |
| 2018 | Onmyoji                                                    | Kuro Mujou, Shiro Mujou, Yamawaro                                 |                                             | [ 400 ]         |
| 2018 | State of Decay 2                                           | Survivor                                                          |                                             | [ 401 ]         |
| 2018 | Persona 3: Dancing Moon Night                              | Makoto Yuki                                                       |                                             | [ 29 ]          |
| 2018 | BlazBlue: Cross Tag Battle                                 | Yosuke Hanamura                                                   | Niet op aftiteling                          | [ 402 ]         |
| 2018 | Naruto to Boruto: Shinobi Striker                          | Sasuke Uchiha                                                     |                                             | [ 62 ]          |
| 2018 | Spider-Man                                                 | Spider-Man/Peter Parker                                           |                                             | [ 33 ]          |
| 2018 | Dragalia Lost                                              | Marth                                                             |                                             | [ 338 ]         |
| 2018 | Call of Duty: Black Ops 4                                  | N/A                                                               |                                             | [ 230 ]         |
| 2018 | Lego DC Super-Villains                                     | Superboy                                                          |                                             | [ 403 ]         |
| 2018 | Fallout 76                                                 | N/A                                                               |                                             | [ 317 ]         |
| 2018 | Artifact                                                   | Legion Standard Bearer, Ravenhook, Revtel Convoy                  |                                             | [ 404 ]         |
| 2018 | Super Smash Bros. Ultimate                                 | Marth, Alucard                                                    |                                             | [ 338 ]         |
| 2018 | Judgment                                                   | Shinpei Okubo                                                     |                                             | [ 405 ]         |
| 2018 | God Eater 3                                                | Soma Schicksal, Ein                                               |                                             | [ 318 ]         |
| 2018 | Quake Champions                                            | Anarki                                                            |                                             | [ 406 ]         |
| 2018 | Hitman 2                                                   | Rocco, Training Mechanics, Training Bartender                     | Archive footage                             | [ 346 ]         |
| 2019 | Metro Exodus                                               | Soldier, Child of the Forest, Cannibal                            |                                             | [ 308 ]         |
| 2019 | Catherine: Full Body                                       | Astaroth, Tobias 'Toby' Nebbins                                   |                                             | [ 407 ]         |
| 2019 | Dead or Alive 6                                            | Hayate                                                            | Niet op aftiteling                          | [ 31 ]          |
| 2019 | Marvel Ultimate Alliance 3: The Black Order                | Spider-Man/Peter Parker                                           |                                             | [ 408 ]         |
| 2019 | Eliza                                                      | Darren                                                            |                                             | [ 409 ]         |
| 2019 | Remnant: From the Ashes                                    | The Dreamer, Wallace Sims, Human Bandit                           |                                             | [ 410 ]         |
| 2019 | Call of Duty: Modern Warfare                               | Meerdere Rollen                                                   |                                             | [ 230 ]         |
| 2019 | Persona 5 Royal                                            | Persona 3 Protagonist                                             |                                             | [ 29 ]          |
| 2019 | Need for Speed: Heat                                       | Meerdere Rollen                                                   |                                             | [ 411 ]         |
| 2019 | Death Stranding                                            | CD1 Driver, The Engineer                                          |                                             | [ 412 ]         |
| 2019 | Star Wars Jedi: Fallen Order                               | Meerdere Rollen                                                   |                                             | [ 192 ]         |
| 2020 | Final Fantasy VII Remake                                   | Johnny                                                            |                                             | [ 30 ]          |
| 2020 | The Last of Us Part II                                     | Meerdere Rollen                                                   |                                             | [ 352 ]         |
| 2020 | Prince of Persia: The Dagger of Time                       | Prince of Persia                                                  |                                             | [ 413 ]         |
| 2020 | Genshin Impact                                             | Dainsleif                                                         |                                             | [ 414 ] [ 415 ] |
| 2020 | Crash Bandicoot 4: It's About Time                         | Meerdere Rollen                                                   |                                             | [ 416 ]         |
| 2020 | Möbius Front '83                                           | Thomas Grail                                                      |                                             | [ 417 ]         |
| 2020 | Spider-Man: Miles Morales                                  | Spider-Man/Peter Parker                                           |                                             | [ 33 ]          |
| 2020 | Bugsnax                                                    | Chandlo Funkbun                                                   |                                             | [ 418 ]         |
| 2020 | World of Warcraft: Shadowlands                             | N/A                                                               |                                             | [ 217 ]         |
| 2020 | Call of the Sea                                            | Harry Everhart                                                    |                                             | [ 419 ]         |
| 2021 | Cookie Run: Kingdom                                        | Pure Vanilla Cookie                                               |                                             | [ 420 ]         |
| 2021 | Citizens Unite!: Earth x Space                             | Brother, Officer, Officer Smiley                                  |                                             | [ 421 ]         |
| 2021 | NieR Replicant: ver.1.22474487139...                       | Gideon, Postman                                                   |                                             | [ 422 ]         |
| 2021 | Mass Effect: Legendary Edition                             | Daniel, Prisoner 780, Cerberus Researcher                         |                                             | [ 423 ]         |
| 2021 | Psychonauts 2                                              | Dion, Dragon, HQ Admin Forrest                                    |                                             | [ 424 ]         |
| 2021 | Marvel Future Revolution                                   | Spider-Man/Peter Parker                                           |                                             | [ 425 ]         |
| 2021 | Lost Judgment                                              | Sadao Takano                                                      |                                             | [ 426 ]         |
| 2021 | Prince of Persia: Sands of Time Remake                     | The Prince                                                        |                                             | [ 427 ]         |
| 2023 | Spider-Man 2                                               | Spider-Man/Peter Parker                                           |                                             | [ 428 ] [ 429 ] |

#### Films (liveaction)
| Jaar | Titel                                                            | Rol                                | Opmerkingen        | Bron    |
| ---- | ---------------------------------------------------------------- | ---------------------------------- | ------------------ | ------- |
| 1999 | Attack the Gas Station!                                          | Sassy Girl's Boyfriend             |                    | [ 430 ] |
| 2001 | Midnight Days                                                    | The Soldier                        |                    | [ 431 ] |
| 2002 | The War on the War on Drugs                                      | John, Biff, Glenn                  |                    | [ 432 ] |
| 2003 | Macbeth                                                          | Banquo                             |                    | [ 433 ] |
| 2003 | Monstersdotcom                                                   | N/A                                |                    | [ 434 ] |
| 2004 | Art of the Devil                                                 | Neng Siwahiran                     |                    | [ 435 ] |
| 2004 | Night Watch                                                      | Kostya                             |                    | [ 436 ] |
| 2005 | Cromartie High – The Movie                                       | Ichiro Yamamoto, Mashiba           |                    | [ 437 ] |
| 2005 | Samurai Commando: Mission 1549                                   | Tosuke                             |                    | [ 438 ] |
| 2005 | Pissed                                                           | Vlad                               |                    | [ 439 ] |
| 2005 | Fastback                                                         | Billy                              |                    | [ 440 ] |
| 2006 | If You Lived Here, You'd Be Home Now                             | Nick                               |                    | [ 441 ] |
| 2006 | Curse of the Golden Flower                                       | Prince Yu                          |                    | [ 442 ] |
| 2006 | The Day Arnold Schwarzenegger Kicked My A**                      | Als zichzelf                       | Documentaire       | [ 443 ] |
| 2007 | Tumbling After                                                   | Greg                               |                    | [ 444 ] |
| 2007 | Crows Zero                                                       | Tamao Serizawa                     |                    | [ 230 ] |
| 2007 | Making Movies Ninja Style: Behind the Scenes of the US Recording | Als zichzelf                       |                    | [ 445 ] |
| 2008 | Death's Door                                                     | Ryan                               |                    | [ 446 ] |
| 2008 | Wushu                                                            | Li Er                              |                    | [ 230 ] |
| 2008 | Adventures in Voice Acting                                       | Als zichzelf                       | Documentaire       | [ 447 ] |
| 2008 | Turning Point, Graf Zeppelin                                     | Rolf                               | Documentaire       | [ 448 ] |
| 2009 | Bad Reception                                                    | Dean McCoy                         |                    | [ 449 ] |
| 2010 | Van Von Hunter                                                   | Van Von Hunter                     |                    | [ 450 ] |
| 2010 | Love Like Bullets                                                | Eddie                              |                    | [ 451 ] |
| 2011 | The Arcadian                                                     | Kraken                             |                    | [ 452 ] |
| 2011 | Films of Fury: The Kung Fu Movie Movie                           | Als zichzelf                       | Documentaire       | [ 453 ] |
| 2012 | Silver Case                                                      | Donnie                             |                    | [ 454 ] |
| 2012 | A Girl, a Guy, a Space Helmet                                    | Piven                              |                    | [ 455 ] |
| 2013 | Con Artists                                                      | Als zichzelf                       | Documentaire       | [ 456 ] |
| 2015 | Silver Case: Director's Cut                                      | Donnie                             |                    | [ 454 ] |
| 2015 | Fun Size Horror: Volume One                                      | The Man                            |                    | [ 457 ] |
| 2015 | The Phoenix Incident                                             | Glenn Lauder                       |                    | [ 458 ] |
| 2015 | Tokyo 70                                                         | Narrator                           |                    | [ 459 ] |
| 2016 | Behind the Scenes: The Phoenix Incident                          | Als zichzelf                       | Documentaire       | [ 458 ] |
| 2017 | The Concessionaires Must Die!                                    | Jack Napier                        |                    | [ 460 ] |
| 2017 | Mayhem                                                           | Infected                           | Niet op aftiteling | [ 230 ] |
| 2017 | The Passion of Paul Ross                                         | Radio DJ                           |                    | [ 461 ] |
| 2018 | Voice-Over Voice Actor: The Extended Edition                     | Narrator                           |                    | [ 462 ] |
| 2018 | Any Bullet Will Do                                               | Pickett Rowe                       |                    | [ 463 ] |
| 2018 | Squirrel                                                         | Captain Hobart                     |                    | [ 464 ] |
| 2019 | All Hail the Popcorn King                                        | Als zichzelf                       | Documentaire       | [ 230 ] |
| 2020 | Chasing Fletcher Allen                                           | Brian                              |                    | [ 465 ] |
| 2021 | Delicate State                                                   | Lowenthal, ICE Agent 2, Radio Host |                    | [ 466 ] |

#### Korte films (liveaction)
| Jaar | Titel                                 | Rol                               | Bron    |
| ---- | ------------------------------------- | --------------------------------- | ------- |
| 1996 | Proper                                | N/A                               | [ 467 ] |
| 2000 | Scarlett Mecca and the Pentagram Girl | Bobby, Hallway Preacher           | [ 468 ] |
| 2000 | Colorblind                            | Dario                             | [ 469 ] |
| 2001 | Suicide Inc.                          | Buddy Turner                      | [ 470 ] |
| 2001 | Mina Seward                           | Walter                            | [ 471 ] |
| 2002 | Model Chaser                          | Jeremy Brash                      | [ 472 ] |
| 2003 | The Gamers                            | Sül Depetri                       | [ 473 ] |
| 2003 | Strangers                             | Man                               | [ 474 ] |
| 2004 | Sofia                                 | N/A                               | [ 475 ] |
| 2004 | The B.P.R.D. Declassified             | Student                           | [ 476 ] |
| 2004 | Ding!                                 | Fritz                             | [ 477 ] |
| 2005 | Artistic License                      | N/A                               | [ 478 ] |
| 2007 | Ride for a Fall                       | Charlie, the guy from Paris       | [ 479 ] |
| 2007 | Silent Paradise                       | Friend 1                          | [ 480 ] |
| 2007 | Lovely                                | Mark                              | [ 481 ] |
| 2009 | Unbreaking Up                         | Baby                              | [ 482 ] |
| 2010 | Silver Moon                           | N/A                               | [ 483 ] |
| 2010 | Monkey Mind                           | Jack                              | [ 484 ] |
| 2011 | Nazi Zombies: I Think We're Alone Now | Tank Dempsey                      | [ 485 ] |
| 2011 | The Death and Return of Superman      | 30's Man                          | [ 486 ] |
| 2012 | The Many Maladies of Marty Mitchell   | Avery Apple                       | [ 487 ] |
| 2012 | Traps                                 | Harbor Master                     | [ 488 ] |
| 2012 | S.H.I.E.L.D.E.D.                      | S.H.I.E.L.D. Recruitment Director | [ 489 ] |
| 2013 | Faithful                              | Bob                               | [ 490 ] |
| 2013 | The Crystal Crypt                     | Bob Thacher                       | [ 491 ] |
| 2014 | Out of Time                           | Detective                         | [ 492 ] |
| 2014 | Topsy McGee vs. The Sky Pirates       | Sean McGee                        | [ 493 ] |
| 2014 | ReCalculating                         | Paul                              | [ 494 ] |
| 2014 | Grand Gestures                        | Man                               | [ 495 ] |
| 2014 | Sons of the Devil                     | Emotional Man                     | [ 496 ] |
| 2015 | Wrestling Isn't Wrestling             | Fancy Person                      | [ 497 ] |
| 2015 | Just In Time                          | Sean                              | [ 498 ] |
| 2015 | Ice Station Zedonk                    | Stevo                             | [ 499 ] |
| 2016 | Baby X                                | N/A                               | [ 500 ] |
| 2016 | Separators                            | Steven, Anubis, Narrator          | [ 501 ] |
| 2017 | Rain                                  | Blind Man                         | [ 502 ] |
| 2017 | Here + After                          | Marcus                            | [ 503 ] |
| 2017 | Faery Tale                            | Lord Vraed                        | [ 504 ] |
| 2018 | Evil Corp Game Presents: The Agent    | The Interrogator, The Congressman | [ 505 ] |
| 2018 | In a Foreign Town                     | Mr. Hatcher                       | [ 506 ] |
| 2019 | Baby S                                | N/A                               | [ 507 ] |
| 2019 | Butter Emails                         | Husband                           | [ 508 ] |
| 2019 | Phoenix Blue                          | The Monster                       | [ 509 ] |

#### Series (liveaction)
| Jaar    | Titel                                   | Rol                        | Opmerkingen           | Bron            |
| ------- | --------------------------------------- | -------------------------- | --------------------- | --------------- |
| 1997    | Viva Variety                            | Vovichka                   | 1 aflevering          | [ 510 ]         |
| 2005    | Guilty or Innocent?                     | Michael Slover, Jr.        |                       | [ 511 ]         |
| 2005    | Alias                                   | Bishop's Driver            | 1 aflevering          | [ 512 ]         |
| 2005-06 | Gilmore Girls                           | Sous-Chef, Carl            | 2 afleveringen        | [ 513 ]         |
| 2006    | Close to Home                           | EMT                        | 1 aflevering          | [ 514 ]         |
| 2007-08 | Galacticast                             | Father, Robojew            | 2 afleveringen        | [ 515 ]         |
| 2009    | Terminator: The Sarah Connor Chronicles | Christopher Garvin         | 2 afleveringen        | [ 516 ]         |
| 2009    | Jake & Blake                            | Punk                       | 1 aflevering          | [ 517 ]         |
| 2009    | Emissary                                | N/A                        |                       | [ 518 ]         |
| 2009    | Movies You May Have Missed              | Als zichzelf               | 1 aflevering          | [ 519 ]         |
| 2009    | Coin-Op TV Live                         | Als zichzelf               | 1 aflevering          | [ 230 ]         |
| 2010    | A Good Knight's Quest                   | Marcus                     | 3 afleveringen        | [ 520 ]         |
| 2010    | The RadNerd Show                        | Als zichzelf               | 1 aflevering          | [ 521 ]         |
| 2011    | Criminal Minds                          | Jake Ellison               | 1 aflevering          | [ 522 ]         |
| 2011    | Supremium                               | Kevin                      |                       | [ 523 ]         |
| 2011-14 | Shelf Life                              | Bug Boy                    | 48 afleveringen       | [ 524 ] [ 525 ] |
| 2012    | Warehouse 13: Grand Designs             | Nikola Tesla               | 1 aflevering          | [ 526 ]         |
| 2012    | Absolution the Series                   | Insomniac, Nathan          | 11 afleveringen       | [ 527 ]         |
| 2012    | 1337 Lounge Live                        | Als zichzelf               |                       | [ 528 ]         |
| 2012    | Tweet Out                               | Als zichzelf               | 1 aflevering          | [ 230 ]         |
| 2012-15 | TableTop                                | Als zichzelf               | 2 afleveringen        | [ 529 ]         |
| 2013    | Hawaii Five-0                           | Liam                       | 1 aflevering          | [ 530 ]         |
| 2013    | 935: A Nazi Zombies Series              | Tank Dempsey               | 2 afleveringen        | [ 531 ]         |
| 2013    | Super Geeked Up                         | Als zichzelf               | 1 aflevering          | [ 532 ]         |
| 2013    | FilmSnobbery Live!                      | Als zichzelf               | 1 aflevering          | [ 533 ]         |
| 2013    | Teens Wanna Know                        | Als zichzelf               | 1 aflevering          | [ 534 ]         |
| 2014    | Pop Wrapped TV                          | Als zichzelf               | 1 aflevering          | [ 535 ]         |
| 2014    | Welcome to Neverland                    | Als zichzelf               | 1 aflevering          | [ 536 ]         |
| 2014-18 | Up Up & Away                            | Als zichzelf               | 9 afleveringen        | [ 537 ]         |
| 2015    | Titansgrave: The Ashes of Valkana       | Als zichzelf               | 1 aflevering          | [ 184 ]         |
| 2016    | Future Girl                             | Lord Nortyn, Prince Edwynn | 2 afleveringen        | [ 538 ]         |
| 2016    | Imaginary Cookbook                      | Apocalypse Yuri            |                       | [ 539 ]         |
| 2016    | Off Topic                               | Als zichzelf               | 1 aflevering          | [ 540 ]         |
| 2017    | Critical Role                           | The Hatter                 | 1 aflevering          | [ 541 ]         |
| 2017    | Whatta Lark                             | Dave Roberts               | 3 afleveringen        | [ 542 ]         |
| 2018    | Orbital Redux                           | Max                        | 8 afleveringen        | [ 543 ]         |
| 2018    | Back to Earth: Interactive Experience   | Jono Walters               | 4 afleveringen        | [ 544 ]         |
| 2018    | Talking Voices                          | Als zichzelf               | 1 aflevering          | [ 230 ]         |
| 2018    | AMC Heroes                              | Als zichzelf               | 1 aflevering          | [ 230 ]         |
| 2018    | Talkin' Toons                           | Als zichzelf               | 2 afleveringen        | [ 545 ]         |
| 2019    | I Think I've Got This with Chip Chapley | Als zichzelf               | 1 aflevering          | [ 546 ]         |
| 2020    | A Tale Told by an Idiot                 | The Rabbit                 |                       | [ 547 ]         |
| 2020    | Cosmos: Possible Worlds                 | Als zichzelf               | 1 aflevering          | [ 548 ]         |
| 2020    | Showverse                               | Als zichzelf               | 1 aflevering          | [ 549 ]         |
| 2021    | Blackout                                | Canadian Operator          | Podcast, 1 aflevering | [ 550 ]         |

### Als producent

#### Films
Inclusief korte films
| Jaar | Titel                                 |
| ---- | ------------------------------------- |
| 2007 | Tumbling After                        |
| 2011 | Nazi Zombies: I Think We're Alone Now |
| 2013 | Con Artists                           |
| 2013 | The Crystal Crypt                     |
| 2014 | Topsy McGee vs. The Sky Pirates       |
| 2015 | Back to the Fuhrer                    |
| 2015 | Just In Time                          |
| 2015 | RU Awake?                             |
| N/A  | Prey for Us                           |

#### Series
| Jaar    | Titel                      |
| ------- | -------------------------- |
| 2012-14 | Shelf Life                 |
| 2013    | 935: A Nazi Zombies Series |
| 2014-18 | Up Up & Away               |
| 2017-18 | Whatta Lark                |
| 2018    | Orbital Redux              |

### Als scenarioschrijver

#### Films
| Jaar | Titel                                        |
| ---- | -------------------------------------------- |
| 2000 | Scarlett Mecca and the Pentagram Girl        |
| 2007 | Tumbling After                               |
| 2011 | The Arcadian                                 |
| 2012 | The Swan Princess: Christmas                 |
| 2013 | Con Artists                                  |
| 2013 | Faithful                                     |
| 2014 | Out of Time                                  |
| 2014 | Topsy McGee vs. The Sky Pirates              |
| 2015 | Just In Time                                 |
| 2015 | The Many Mini Quests of Rouge et Brun        |
| 2015 | RU Awake?                                    |
| 2018 | Voice-Over Voice Actor: The Extended Edition |

#### Series
| Jaar    | Titel             |
| ------- | ----------------- |
| 2011-14 | Shelf Life        |
| 2014    | Ben 10: Omniverse |
| 2014-18 | Up Up & Away      |

### Als regisseur

#### Films
| Jaar | Titel     |
| ---- | --------- |
| 2015 | RU Awake? |

#### Series
| Jaar    | Titel        |
| ------- | ------------ |
| 2014-18 | Up Up & Away |

### Als staflid

#### Films
| Jaar | Titel                                        | Opmerkingen           |
| ---- | -------------------------------------------- | --------------------- |
| 1998 | Un argentino en New York                     | Productie coördinator |
| 2005 | Return of the Living Dead: Rave to the Grave | Stemacteur            |
| 2009 | The Last House on the Left                   | ADR loop group        |
| 2010 | The Experiment                               | ADR-stem              |
| 2010 | The Next Three Days                          | ADR loop group        |
| 2012 | Sammy's Adventures: Escape from Paradise     | Loop group            |
| 2016 | Storks                                       | ADR loop group        |
| 2016 | Rogue One: A Star Wars Story                 | Stemacteur            |
| 2017 | The Son of Bigfoot                           | Loop group            |
| 2017 | Star Wars: Episode VIII: The Last Jedi       | Stemacteur            |
| 2018 | Solo: A Star Wars Story                      | Stemacteur            |
| 2018 | Incredibles 2                                | Stemacteur            |
| 2019 | Star Wars: Episode IX: The Rise of Skywalker | Stemacteur            |

#### Computerspellen
| Jaar | Titel                                | Opmerkingen    |
| ---- | ------------------------------------ | -------------- |
| 2013 | Saints Row IV                        | Motion capture |
| 2014 | Metal Gear Solid V: Ground Zeroes    | Motion capture |
| 2015 | Metal Gear Solid V: The Phantom Pain | Motion capture |
| 2018 | Metal Gear Survive                   | Motion capture |

## Prijzen
| Jaar | Prijs                                          | Categorie                                                                                        | Resultaat   |
| ---- | ---------------------------------------------- | ------------------------------------------------------------------------------------------------ | ----------- |
| 2011 | NAVGTR Awards                                  | Supporting Performance in a Comedy; Bayonetta                                                    | Genomineerd |
| 2012 | NAVGTR Awards                                  | Supporting Performance in a Drama; Kyasarin                                                      | Genomineerd |
| 2012 | Behind the Voice Actors Awards                 | Best Vocal Ensemble in an Anime Title; Durarara!!                                                | Genomineerd |
| 2013 | Behind the Voice Actors Awards                 | Best Vocal Ensemble in a TV Special/Direct-to-DVD Title; Batman: The Dark Knight Returns, Part 1 | Genomineerd |
| 2013 | Behind the Voice Actors Awards                 | Best Vocal Ensemble in an Anime Television Series; Persona 4: The Animation                      | Genomineerd |
| 2013 | Behind the Voice Actors Awards                 | Best Male Lead Vocal Performance in an Anime Television Series; Persona 4: The Animation         | Genomineerd |
| 2013 | Behind the Voice Actors Awards                 | Best Vocal Ensemble in an Anime Television Series; Hellsing Ultimate                             | Gewonnen    |
| 2013 | Behind the Voice Actors Awards                 | Best Vocal Ensemble in an Anime Television Series; Persona 4: The Animation                      | Gewonnen    |
| 2014 | Behind the Voice Actors Awards                 | Best Vocal Ensemble in a TV Special/Direct-to-DVD Title; Batman: The Dark Knight Returns, Part 2 | Genomineerd |
| 2014 | Behind the Voice Actors Awards                 | Best Vocal Ensemble in a Video Game; The Wonderful 101                                           | Genomineerd |
| 2014 | Behind the Voice Actors Awards                 | Best Vocal Ensemble in a Television Series; Ben 10: Omniverse                                    | Genomineerd |
| 2014 | Behind the Voice Actors Awards                 | Best Vocal Ensemble in a Video Game; Saints Row IV                                               | Genomineerd |
| 2014 | Behind the Voice Actors Awards                 | Best Vocal Ensemble in an Anime Television Series; Tiger & Bunny                                 | Genomineerd |
| 2014 | Behind the Voice Actors Awards                 | Best Male Lead Vocal Performance in an Anime Television Series; Tiger & Bunny                    | Genomineerd |
| 2014 | NAVGTR Awards                                  | Performance in a Comedy; Sly Cooper: Thieves in Time                                             | Genomineerd |
| 2015 | Behind the Voice Actors Awards                 | Best Vocal Ensemble in a Video Game; Persona Q: Shadow of the Labyrinth                          | Genomineerd |
| 2015 | Behind the Voice Actors Awards                 | Best Vocal Ensemble in a Video Game; Bayonetta 2                                                 | Genomineerd |
| 2015 | Behind the Voice Actors Awards                 | Best Vocal Ensemble in an Anime Television Series; Mobile Suit Gundam Unicorn                    | Genomineerd |
| 2015 | Behind the Voice Actors Awards                 | Best Vocal Ensemble in an Anime Feature Film; Time of Eve                                        | Genomineerd |
| 2015 | Behind the Voice Actors Awards                 | Best Vocal Ensemble in an Anime Feature Film; Road to Ninja: Naruto the Movie                    | Genomineerd |
| 2015 | Behind the Voice Actors Awards                 | Best Vocal Ensemble in an Anime Feature Film; Bayonetta: Bloody Fate                             | Genomineerd |
| 2015 | Behind the Voice Actors Awards                 | Best Male Vocal Performance in a Television Series in a Supporting Role; TripTank                | Genomineerd |
| 2015 | Behind the Voice Actors Awards                 | Best Male Lead Vocal Performance in a Television Series; Ben 10: Omniverse                       | Genomineerd |
| 2015 | Behind the Voice Actors Awards                 | Best Male Lead Vocal Performance in an Anime Feature Film; Bayonetta: Bloody Fate                | Genomineerd |
| 2015 | Behind the Voice Actors Awards                 | Voice Actor of the Year                                                                          | Genomineerd |
| 2015 | Behind the Voice Actors Awards                 | Best Vocal Ensemble in a Television Series; Ben 10: Omniverse                                    | Gewonnen    |
| 2015 | Behind the Voice Actors Awards                 | Best Vocal Ensemble in a Video Game; Persona Q: Shadow of the Labyrinth                          | Gewonnen    |
| 2016 | Behind the Voice Actors Awards                 | Best Vocal Ensemble in a TV Special/Direct-to-DVD Title; Batman Unlimited: Monster Mayhem        | Genomineerd |
| 2016 | Behind the Voice Actors Awards                 | Best Vocal Ensemble in an Anime Feature Film; The Laws of the Universe Part 0                    | Genomineerd |
| 2016 | Behind the Voice Actors Awards                 | Best Vocal Ensemble in an Anime Feature Film; Tiger & Bunny: The Rising                          | Genomineerd |
| 2016 | Behind the Voice Actors Awards                 | Best Vocal Ensemble in an Anime Television Series; Durarara!!x2                                  | Gewonnen    |
| 2018 | Behind the Voice Actors Awards                 | Best Vocal Ensemble in an Anime Feature Film; Boruto: Naruto the Movie                           | Genomineerd |
| 2018 | Behind the Voice Actors Awards                 | Best Male Lead Vocal Performance in an Anime Feature Film; Boruto: Naruto the Movie              | Genomineerd |
| 2018 | Behind the Voice Actors Awards                 | Best Male Lead Vocal Performance in a Video Game; .hack//G.U. Last Recode                        | Genomineerd |
| 2018 | Behind the Voice Actors Awards                 | Best Vocal Ensemble in a Video Game; .hack//G.U. Last Recode                                     | Genomineerd |
| 2018 | International Academy of Web Television Awards | Best Comedy Series; Whatta Lark                                                                  | Genomineerd |
| 2018 | The Game Awards                                | Best Performance; Spider-Man                                                                     | Genomineerd |
| 2019 | NAVGTR Awards                                  | Outstanding Performance in a Drama; Spider-Man                                                   | Genomineerd |